# Toyota RAV4
Toyota RAV4 — компактний повнопривідний автомобіль класу SUV. Запущений у виробництво в Японії в 1994 році, для задоволення споживчого попиту, тих, хто хотів мати автомобіль, що поєднує в собі і переваги позашляховиків, такі як повний привід і підвищену вантажність, і переваги малих седанів, такі як маневровість і невеликі витрати палива. Перше покоління позиціонувалося компанією Toyota як молодіжний автомобіль для активного відпочинку, звідси і походження назви Recreation Active Vehicle, цифра «4» вказує на постійний повний привід.

## Перше покоління XA10G (1994—2000)

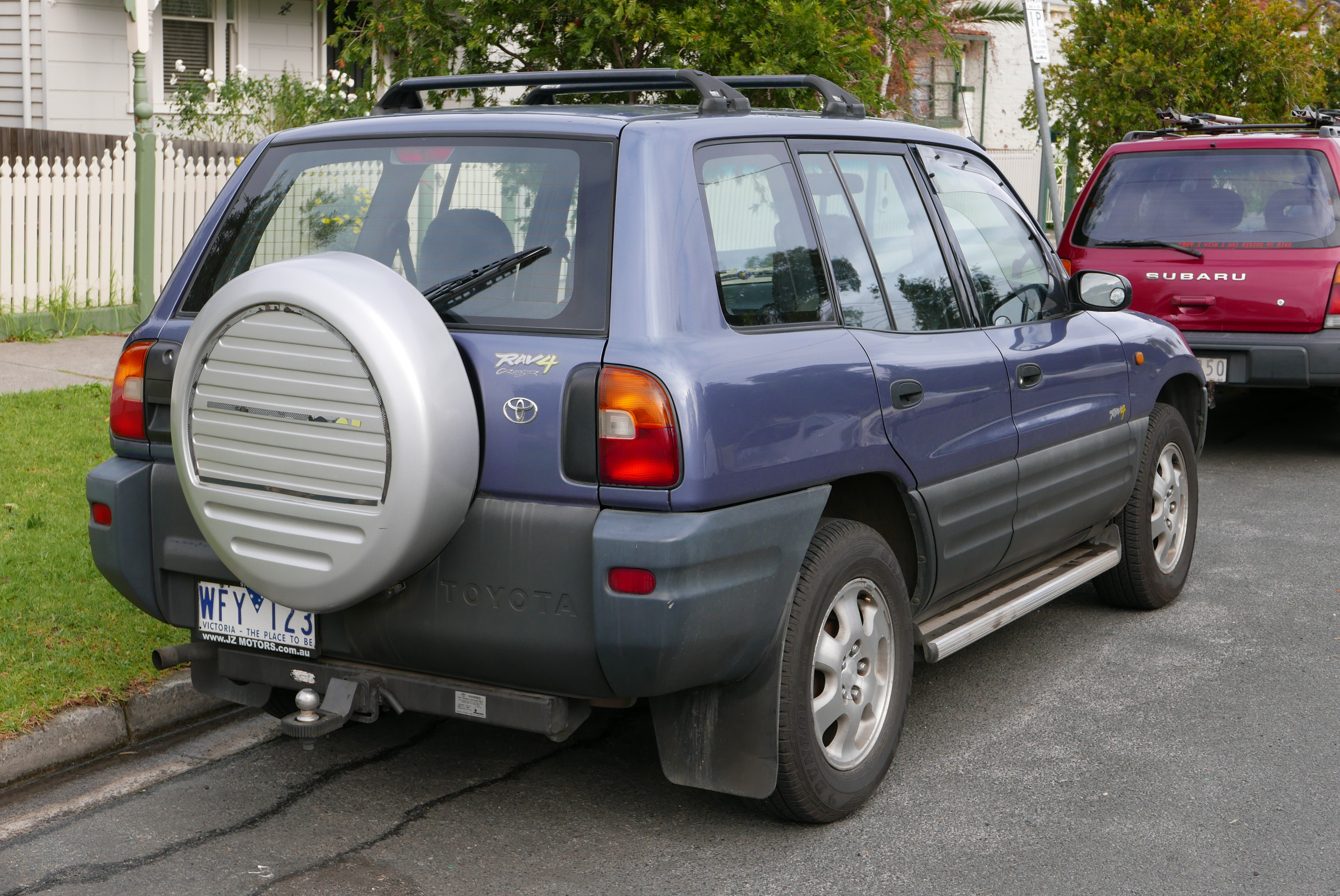
Toyota RAV4 1

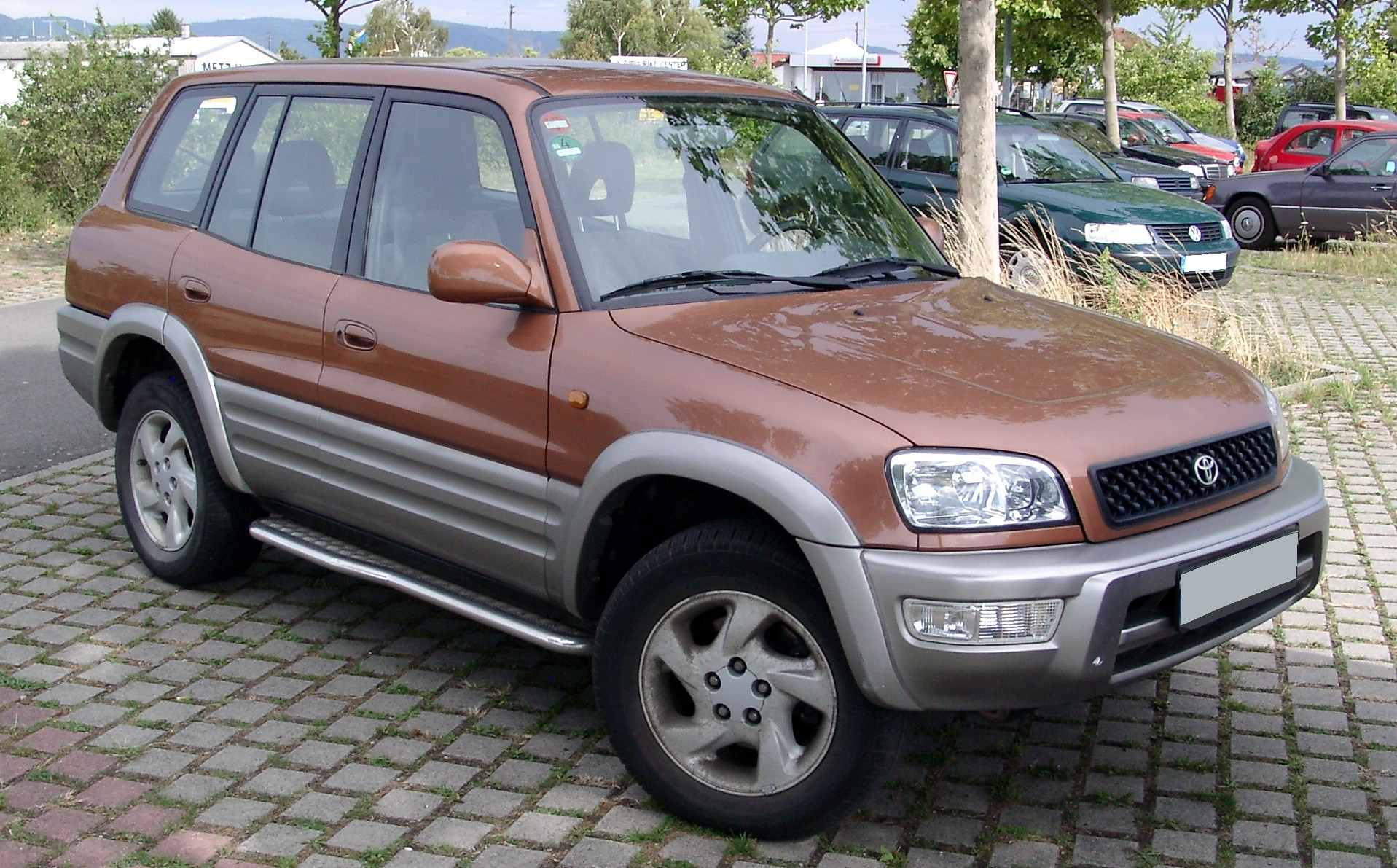
Toyota RAV4 1 (1998—2000)

Перше покоління RAV4 було створено на базі Toyota Corolla. У виробництво був запущений кузов з трьома дверима. З 1995 р. почався випуск 5-ти дверних кузовів. На автомобіль встановлювали двигуни, об'ємом 2.0 літра, 3S-FE та 3S-GE потужністю відповідно 128/135 і 180 к.с. RAV4 першого покоління оснащувався 5-ст. механічною або 4-ст. автоматичною коробкою передач і мав привод або на передні, або на всі колеса. З 1998 р. RAV4 першого покоління отримав також версію кузова з тканинним дахом і пройшов незначний рестайлінг.
Основні «хвороби» першого покоління: підтікання верхнього сальника рульової рейки через 120—150 тис. пробігу (заміна сальника), наскрізна корозія горловини паливного бака через 100 тис. пробігу (заміна), підтікання переднього і заднього сальника колінвала через 100 тис. пробігу (заміна одним блоком: ГРМ, помпа, обидва сальники, зчеплення з кошиком), ненадійний насос охолоджувальної рідини (помпа) (заміна через 100 тис. км, при максимальних навантаженнях може потекти і раніше), подушки редуктора (заміна кожні 150 тис.), залипання дросельної заслонки внаслідок нагару в системі випускного колектора через функціонування системи рециркуляції відпрацьованих газів (EGR) (хімічне розкоксування кожні 50 тис. км або заглушення EGR).

### Двигуни
- 2.0 л 3S-FE Р4 128/135 к.с.
- 2.0 л 3S-GE Р4 177 к.с.

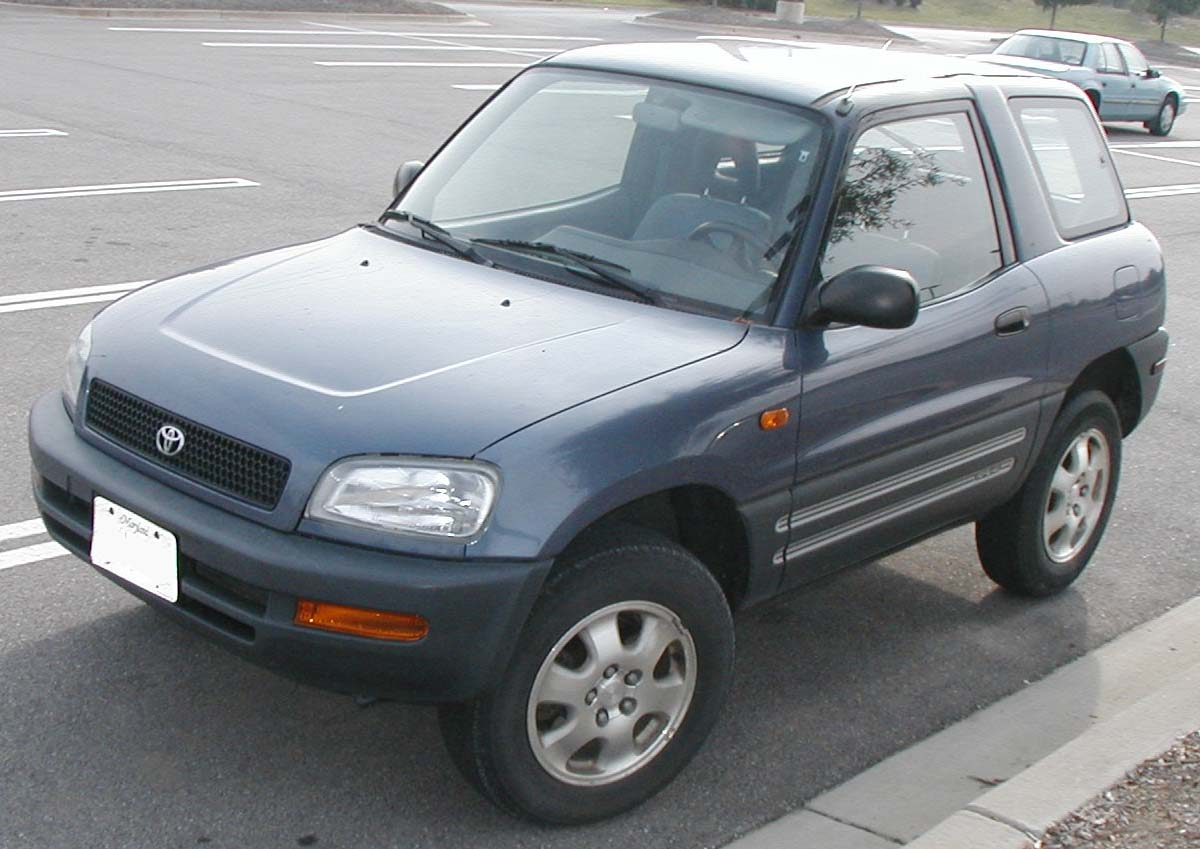
3д (1994-1998)
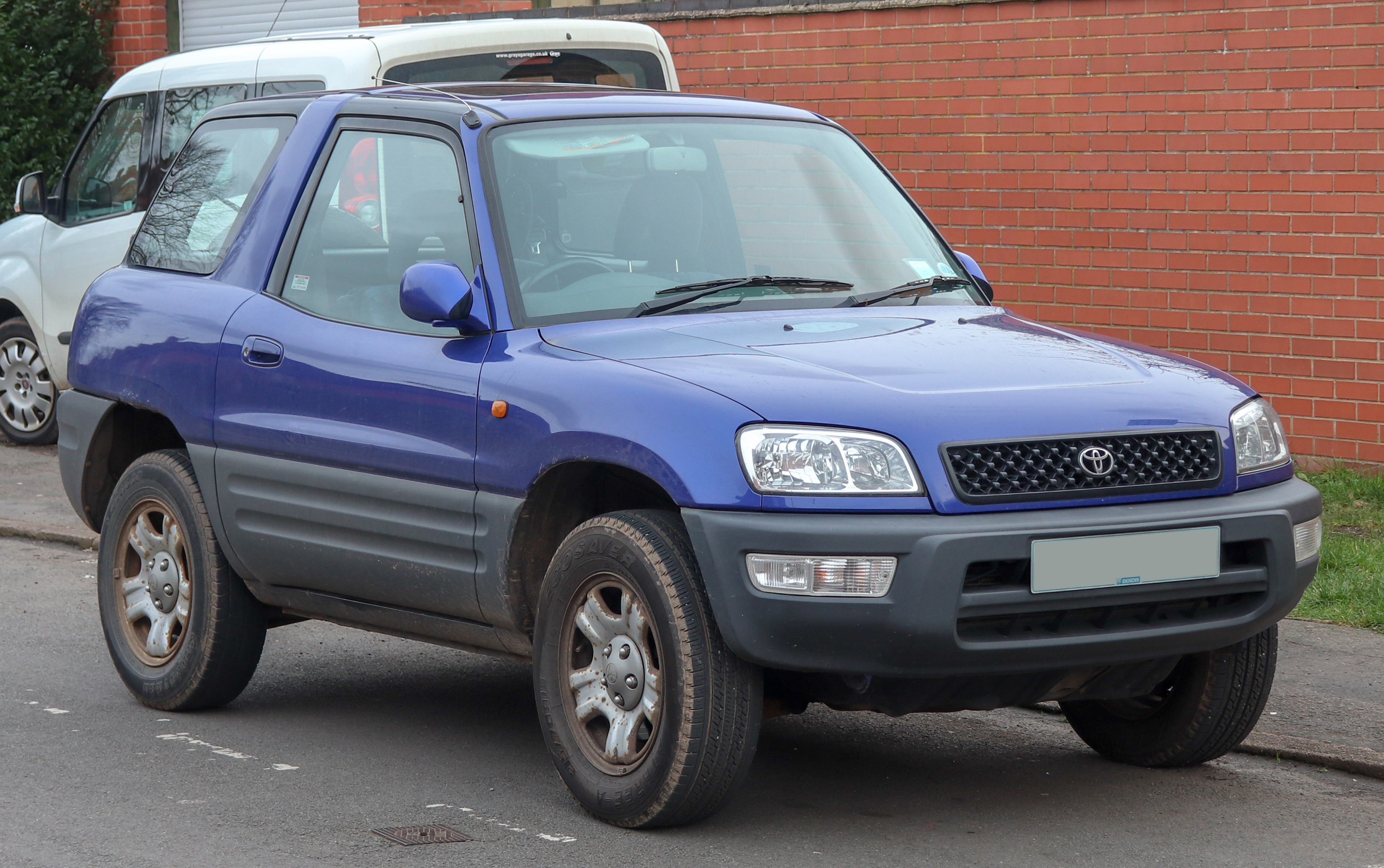
3д кабріолет (1998-2000)
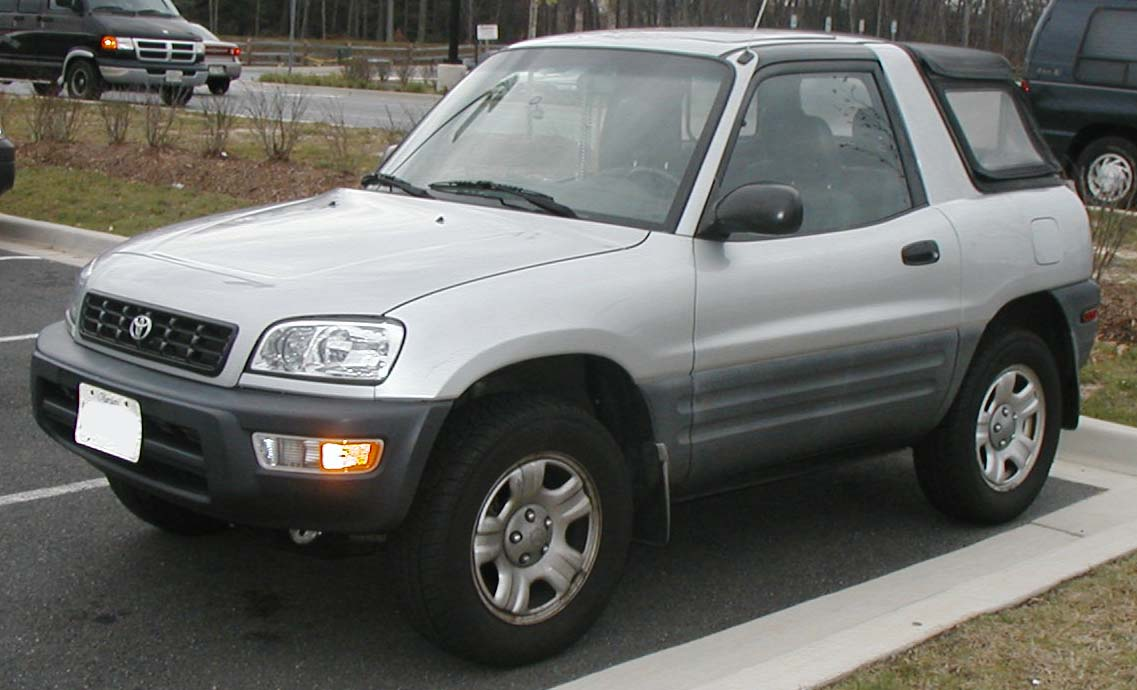
3д кабріолет (1998-2000)

### RAV4 EV

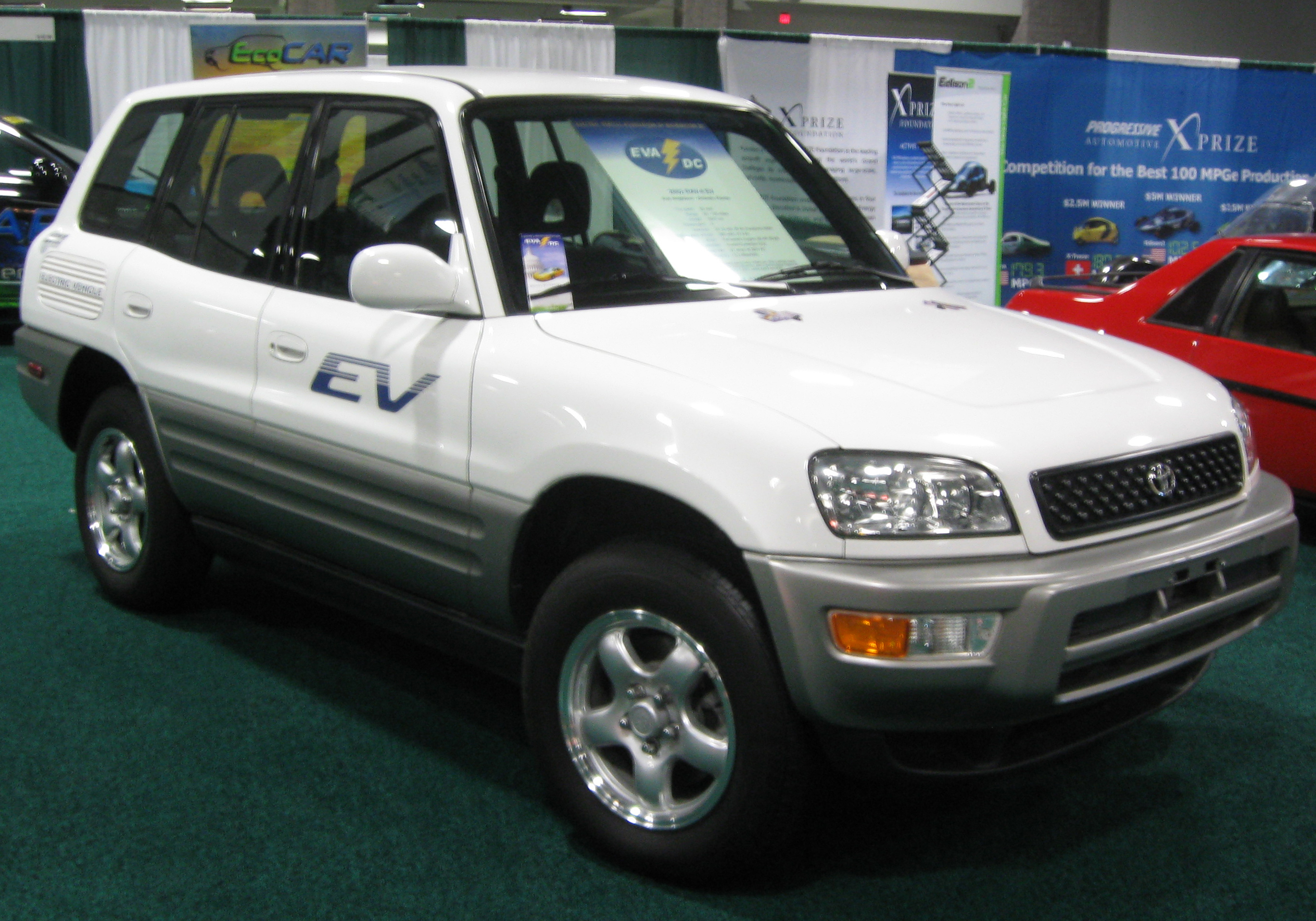
Toyota RAV4 EV (1998—2003)

З 1997 по 2003 рік виготовлявся електомобіль Toyota RAV4 EV, що оснащався 24-ма NiMH акумуляторами по 95 ампер-годин кожен (27 кіловат-годин) і мав максимальний пробіг на одній зарядці 160−180 км і максимальну швидкість 120 км/год. Час заряду батареї становить близько 5 годин.
Всього компанією випущено 1575 таких автомобілів.

## Друге покоління CA20W (травень 2000—2005)

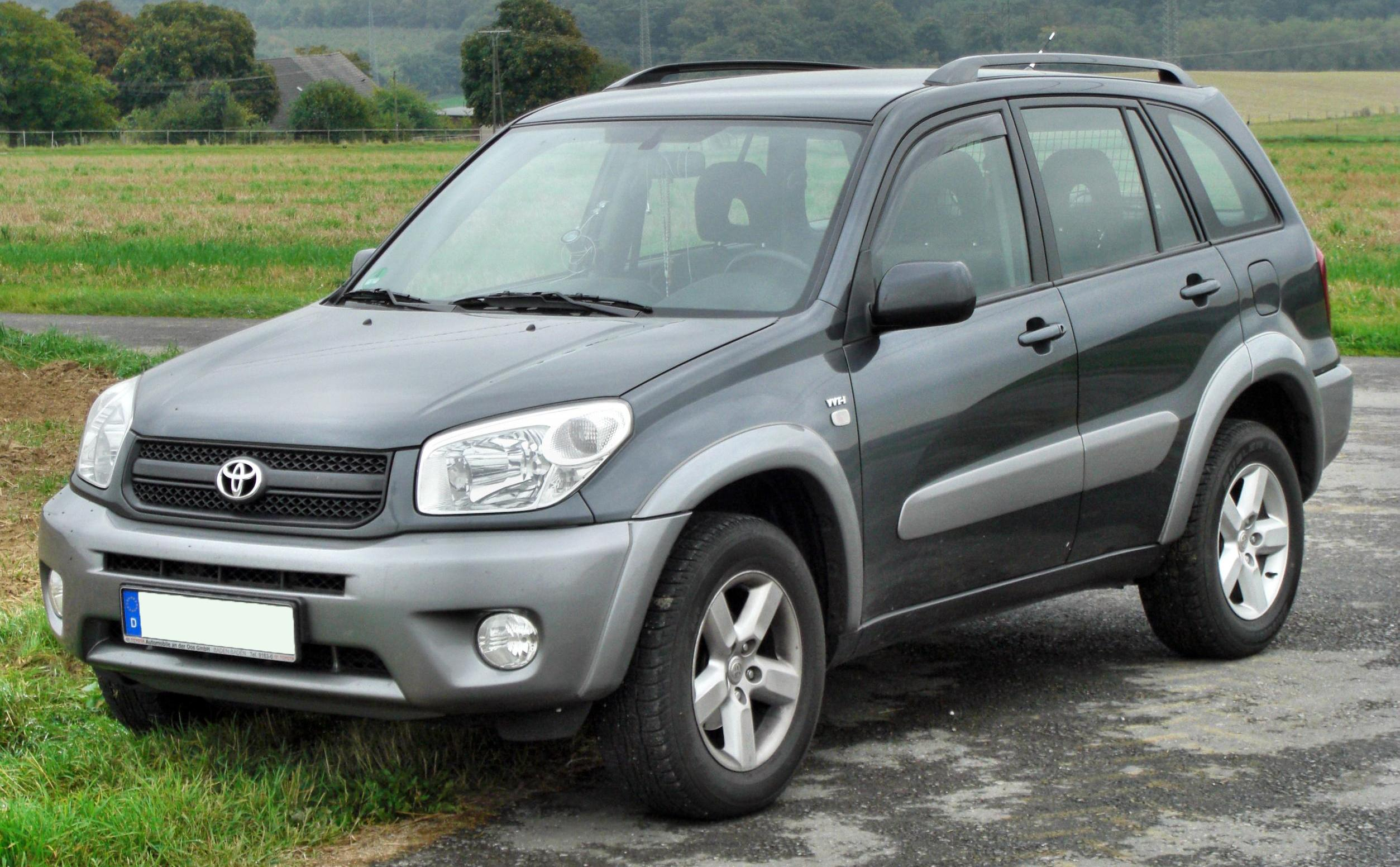
Toyota RAV4 2 (2003—2006)

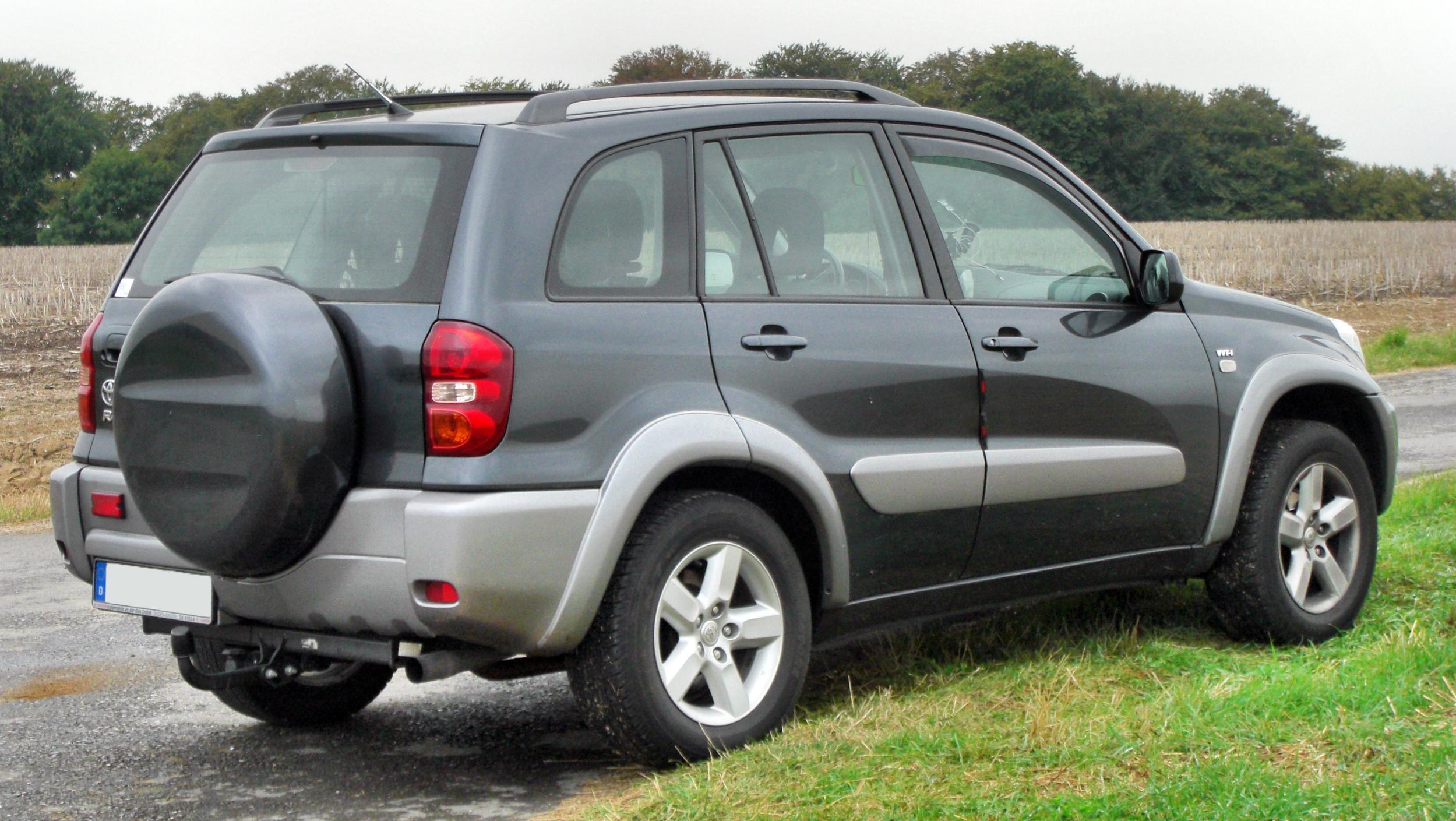
Toyota RAV4 2 (2003—2006)

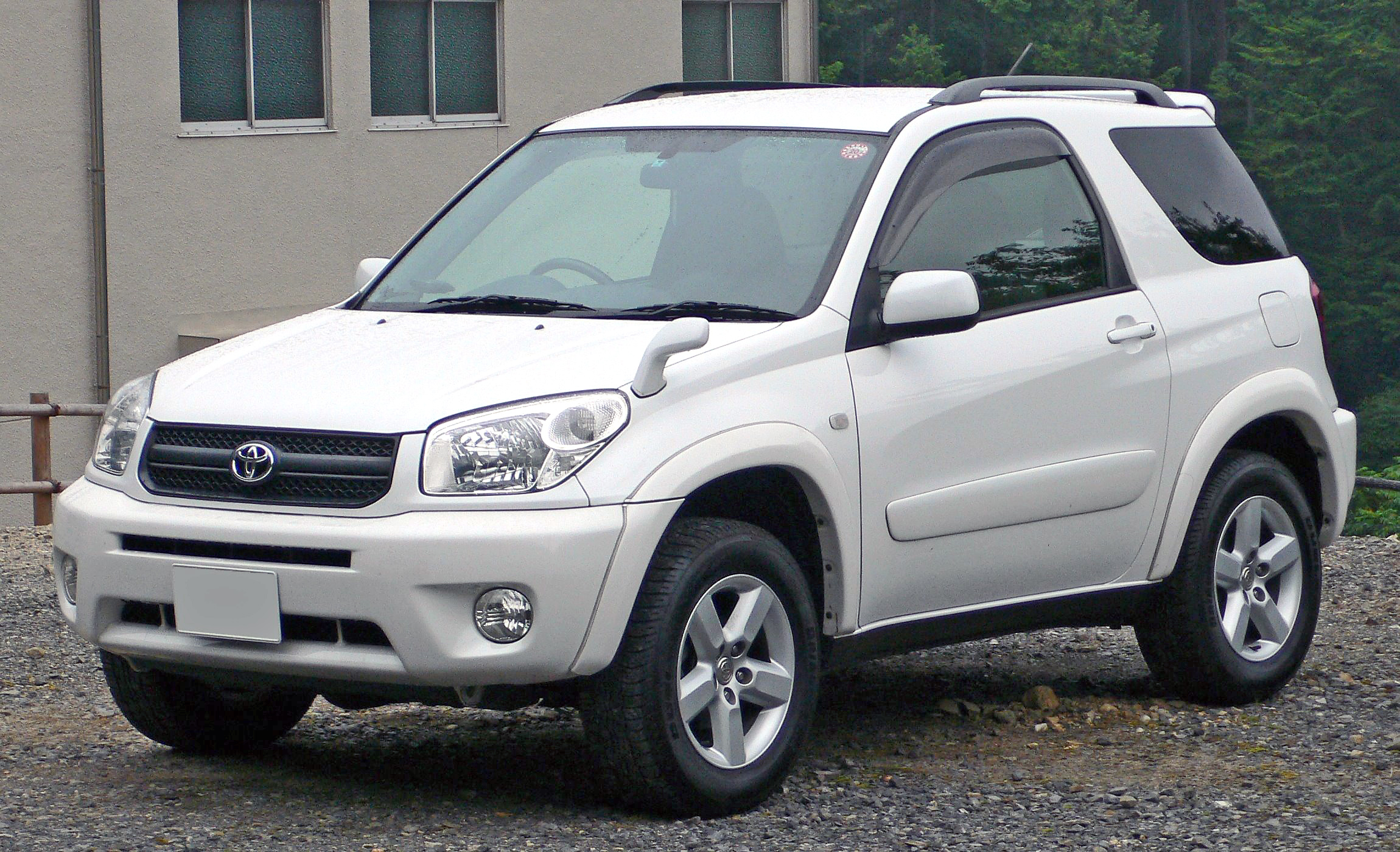
Toyota RAV4 2 3-х дверний (2003—2006)

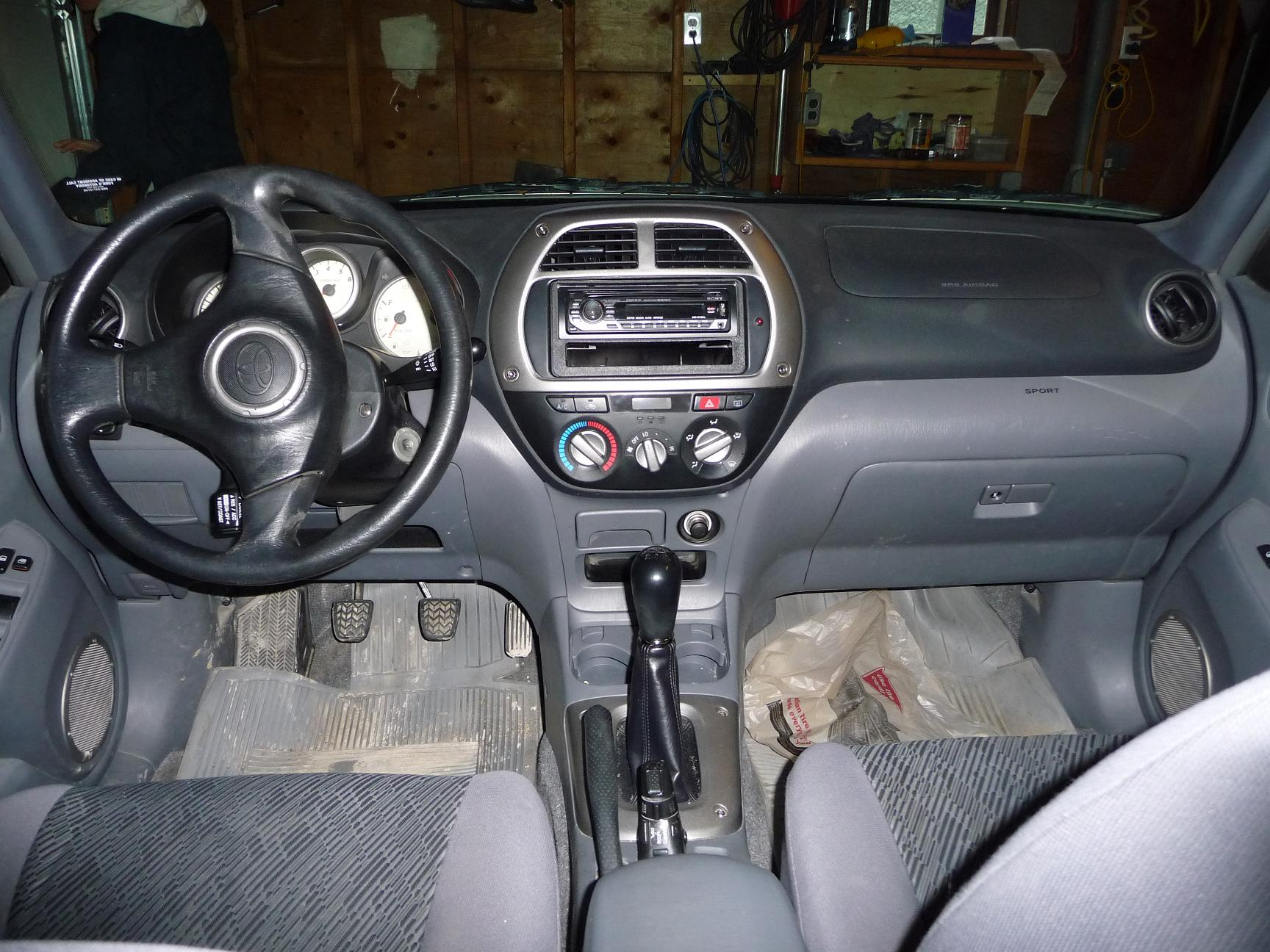
Салон Toyota RAV4 2

Друге покоління RAV4 додало в розмірах і комфорті та випускалося з 2000 по 2005 рік. Автомобіль представлений як в тридверній, так і п'ятидверній версії. За аналогією з першим поколінням RAV4 випускалися автомобілі з переднім приводом (в основному для ринку США і Японії) і постійним повним приводом. На автомобіль встановлювали бензинові двигуни об'ємом 1,8 л 1ZZ-FE (125 к.с. (передньопривідні автомобілі)), 2,0 л 1AZ-FE, 1AZ-FSE (150 к.с.), 2,4 л 2AZ-FE, 2AZ-FSE (163 к.с.), а також дизельний 2-літровий двигун D-4D (115 к.с.).
У 2003 році автомобіль модернізували.

### Двигуни
Бензинові
- 1,8 л 1ZZ-FE Р4 125 к.с.
- 2,0 л 1AZ-FE Р4 150 к.с.
- 2,4 л 2AZ-FE Р4 163 к.с.

Дизельний
- 2,0 л 1CD-FTV Р4 115 к.с.

## Третє покоління CA30W (листопад 2005—2016)

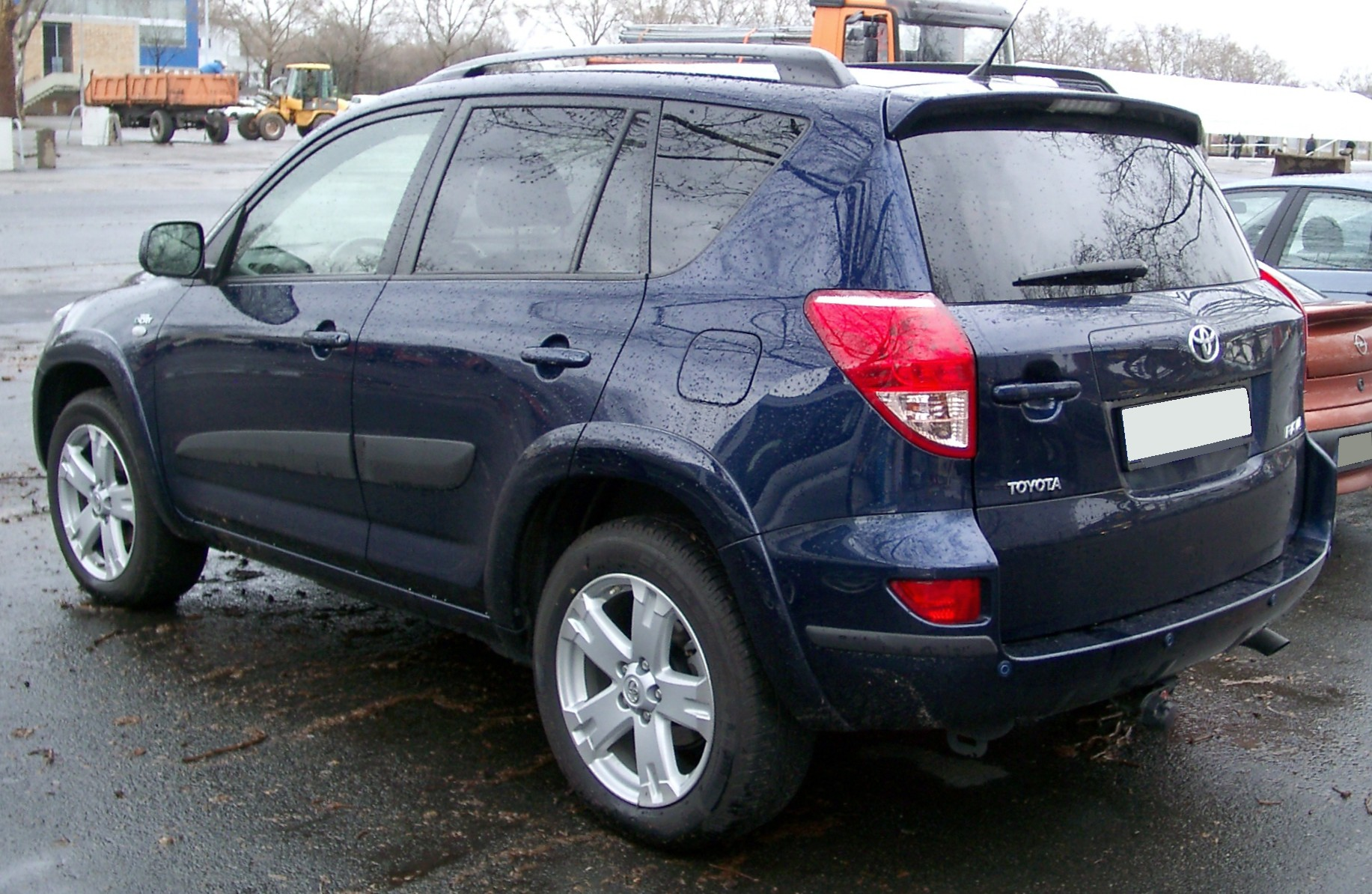
Toyota RAV4 3 (2006—2008)

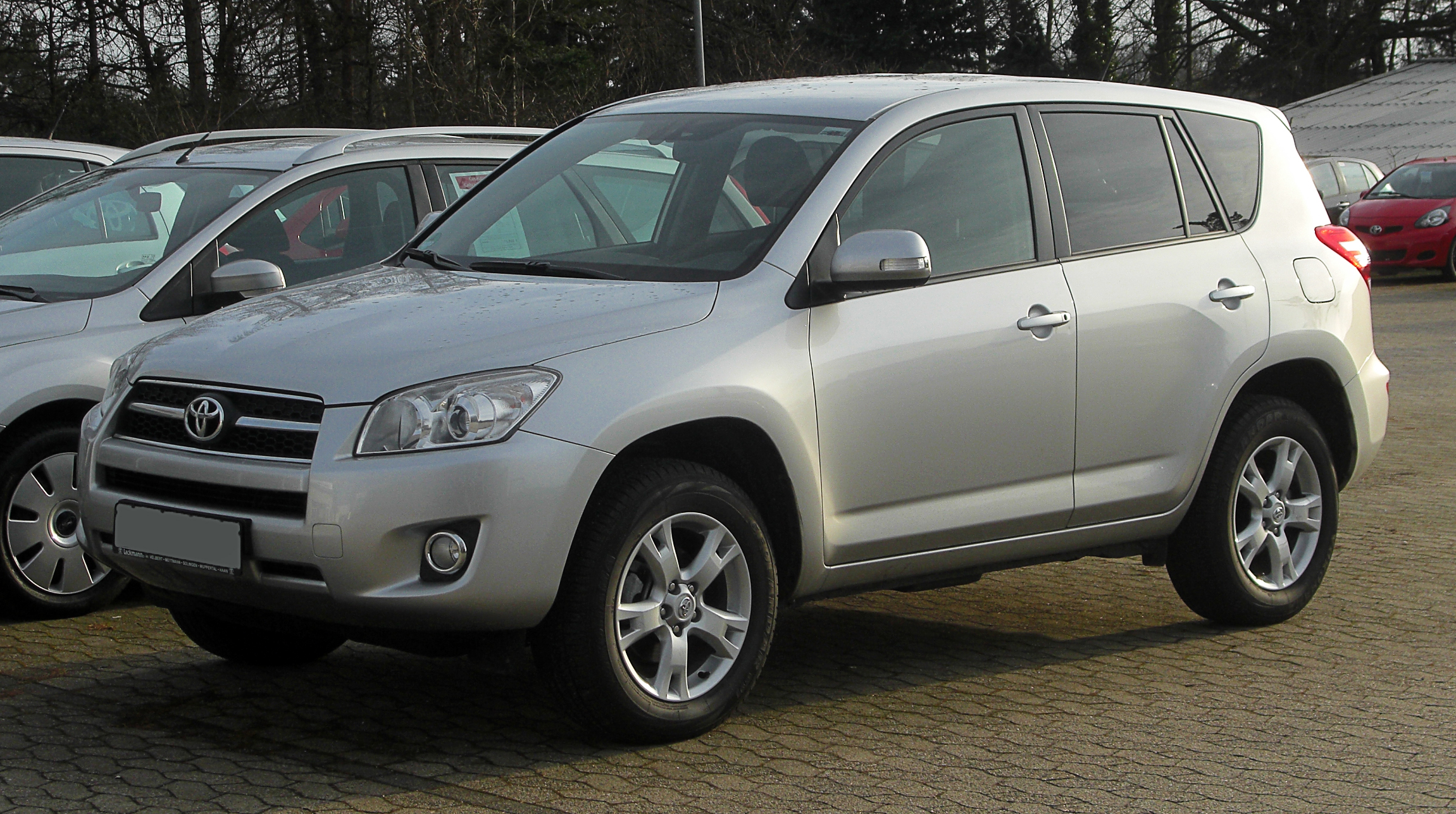
Toyota RAV4 3 (2009—2010)

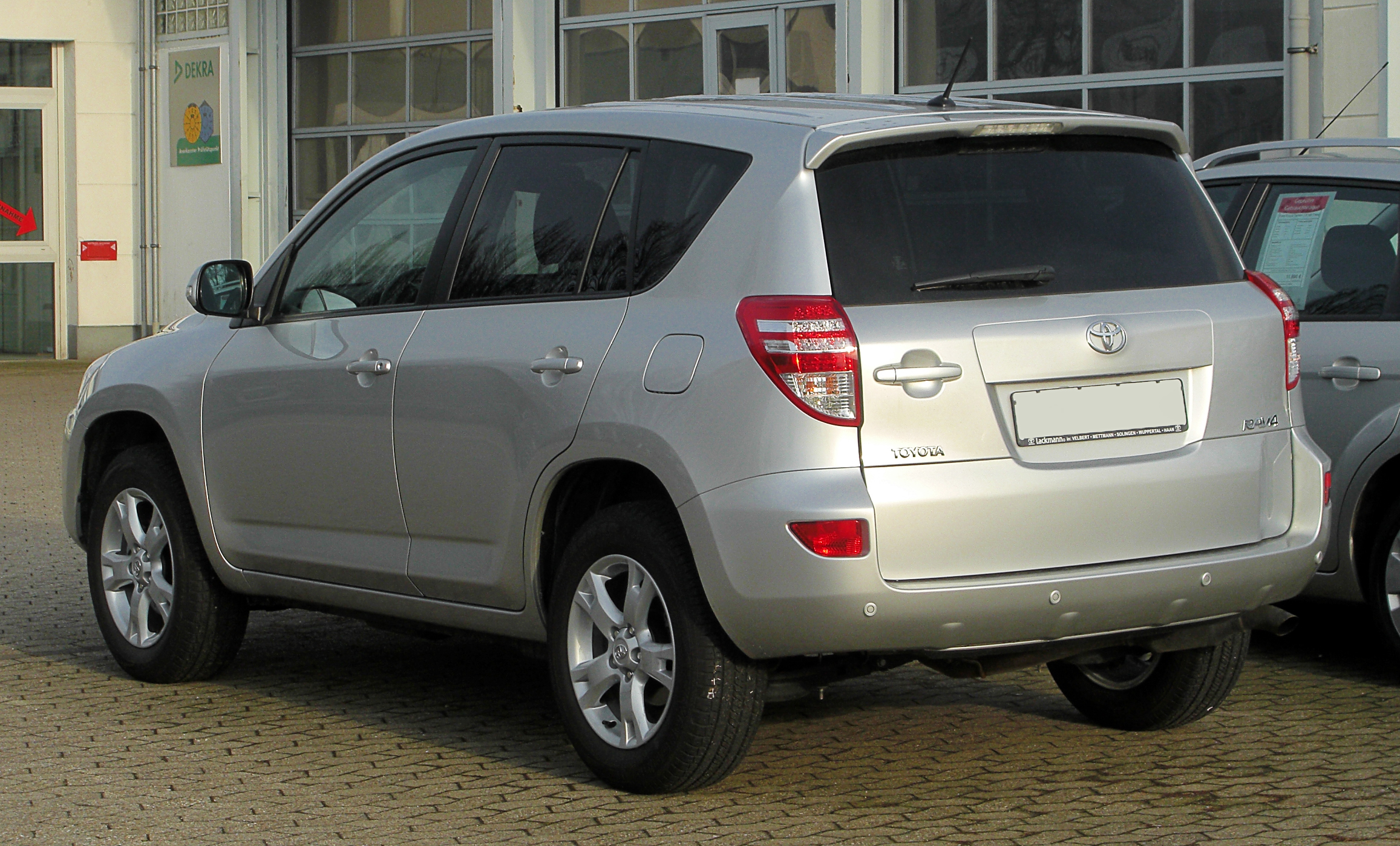
Toyota RAV4 3 (2009—2010)

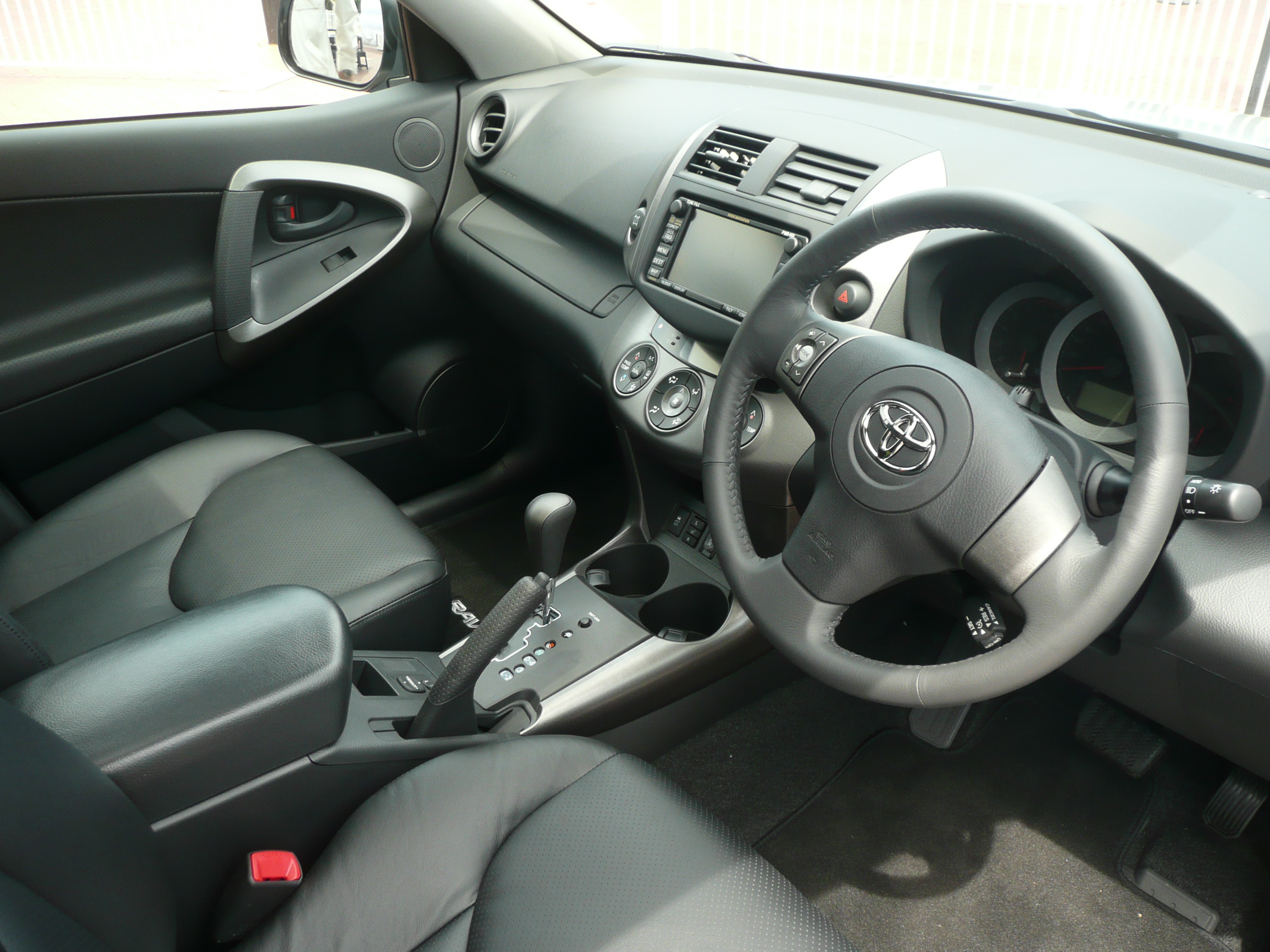
Салон Toyota RAV4 3

У Японії третє покоління RAV4 з'явилося у продажу в листопаді 2005 року. У США та Канаді в грудні 2005 року.
Автомобіль побудований на повністю новій платформі. Кросовер позбувся тридверної версії і постійного повного приводу. Підключенням задніх коліс керувала багатодискова муфта. Для ринку США випускається подовжений варіант кузова з колісною базою 2660 мм, також є модифікація з 6-циліндровим двигуном робочим об'ємом 3.5 літра потужністю 273 к.с.
У 2010 році відбулася презентація оновленого RAV4.

### Двигуни
| Код                        | Роки виробництва | Модель                             | Потужність                        | Крутний момент              |
| -------------------------- | ---------------- | ---------------------------------- | --------------------------------- | --------------------------- |
| 1AZ-FE (2.0 VVT-i)         | 2005-2012        | 2.0 l (1998 см³), (86.0×86.0мм) R4 | 152 к.с. (112 kW), при 6000 об/хв | 194 Нм, при 4000 об/хв      |
| 1AZ-FE (2.0 VVT-i)         | 2007-2008 (Англ) | 2.0 l (1998 см³), (86.0×86.0мм) R4 | 152 к.с. (112 kW), при 6000 об/хв | 194 Нм, при 4000 об/хв      |
| 2AZ-FE                     | 2005-2012        | 2.4 l (2362 см³), (88.5×96.0мм) R4 | 170 к.с. (125 kW), при 6000 об/хв | 224 Нм, при 4000 об/хв      |
| 2AR-FE                     | 2009-2012        | 2.5 l (2494 см³) R4                | 181 к.с. (133 kW), при 6000 об/хв | 233 Нм, при 4000 об/хв      |
| 2GR-FE                     | 2005-2012        | 3.5 l (3456 см³), (94.0×83.0мм) V6 | 273 к.с. (201 kW), при 6200 об/хв | 333 Нм, при 4700 об/хв      |
| 3ZR-FAE (2.0 Valvematic)   | 2008-2012        | 2.0 l (1987 см³), (80.5×97.6мм) R4 | 158 к.с. (116 kW), при 6200 об/хв | 198 Нм, при 4400 об/хв      |
| 2.0 D-4D                   | 2005-2006        | 2.0 l (1995 см³), (82.2×94.0мм) R4 | 116 к.с. (85 kW), при 4000 об/хв  | 250 Нм, при 1800-3000 об/хв |
| 2.2 D-4D Diesel            | 2007-2008        | 2.2 l (2231 см³), (86.0×96.0мм) R4 | 136 к.с. (100 kW), при 3600 об/хв | 310 Нм, при 2000—2800 об/хв |
| 2.2 D-4D Diesel 180 (Англ) | 2007             | 2.2 l (2231 см³), (86.0×96.0мм) R4 | 177 к.с. (130 kW), при 3600 об/хв | 400 Нм, при 2000—2600 об/хв |
| 2.2 D-4D, 2.2 D-CAT (Англ) | 2008-2012        | 2.2 l (2231 см³), (86.0×96.0мм) R4 | 150 к.с. (110 kW), при 3600 об/хв | 340 Нм, при 2000—2800 об/хв |
| 2.2 D-CAT                  | 2008-2012        | 2.2 l (2231 cm3), (86.0×96.0мм) R4 | 177 к.с. (130 kW), при 3600 об/хв | 400 Нм, при 2000—2800 об/хв |

### RAV4 EV

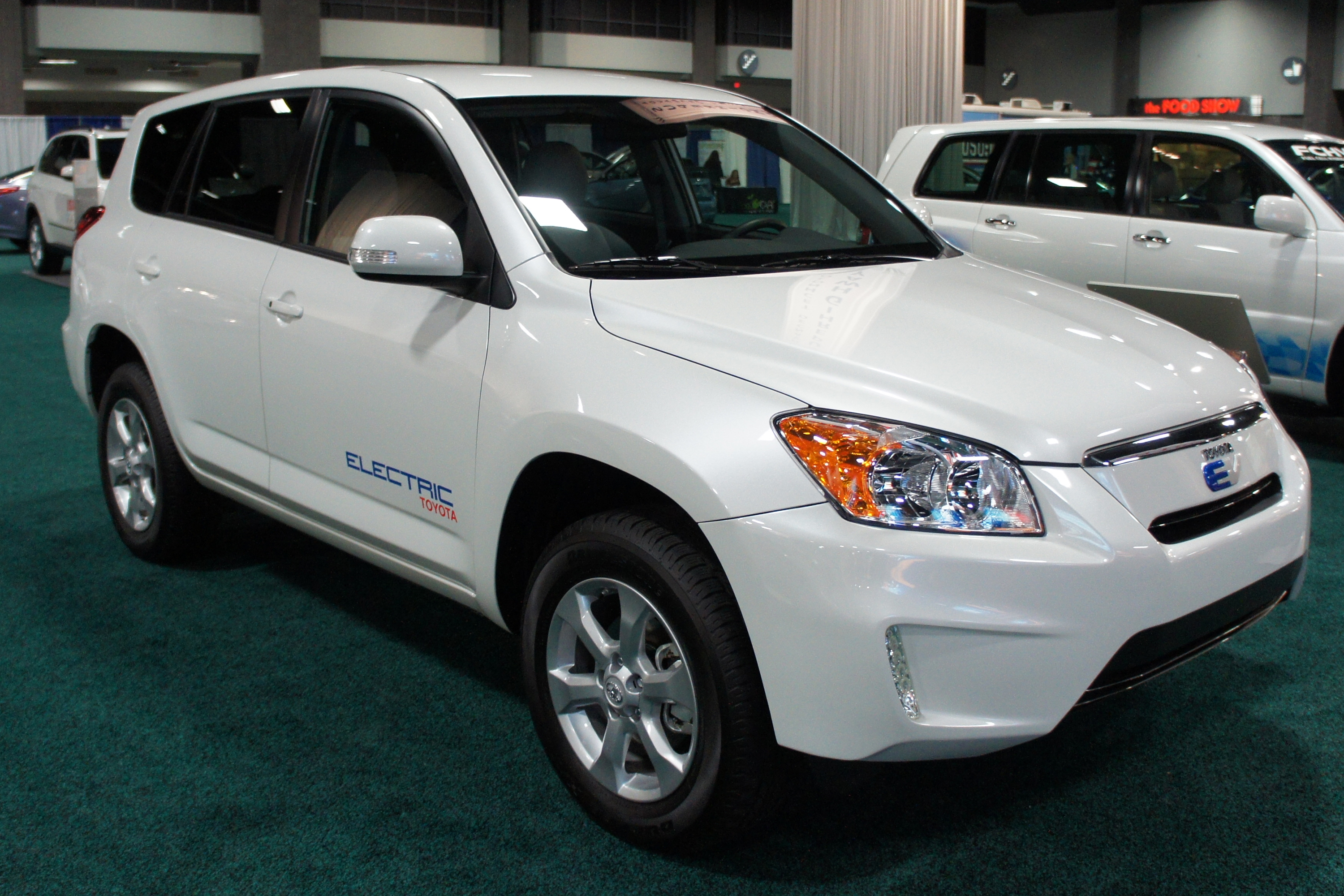
Toyota RAV4 EV (2012—2014)

З 2012 по 2014 рік виготовлявся електромобіль Toyota RAV4 EV другого покоління, що обладнувався батарею потужність 41,8 кВт*год та електричним двигуном потужністю 115 кВт (154 к.с.). Автомобіль мав максимальний пробіг на одній зарядці 180 км і максимальну швидкість 137 км/год. Час заряду батареї становить близько 5-6 годин.
Всього компанією випущено 1575 таких автомобілів.

### Фейсліфтинг 2010

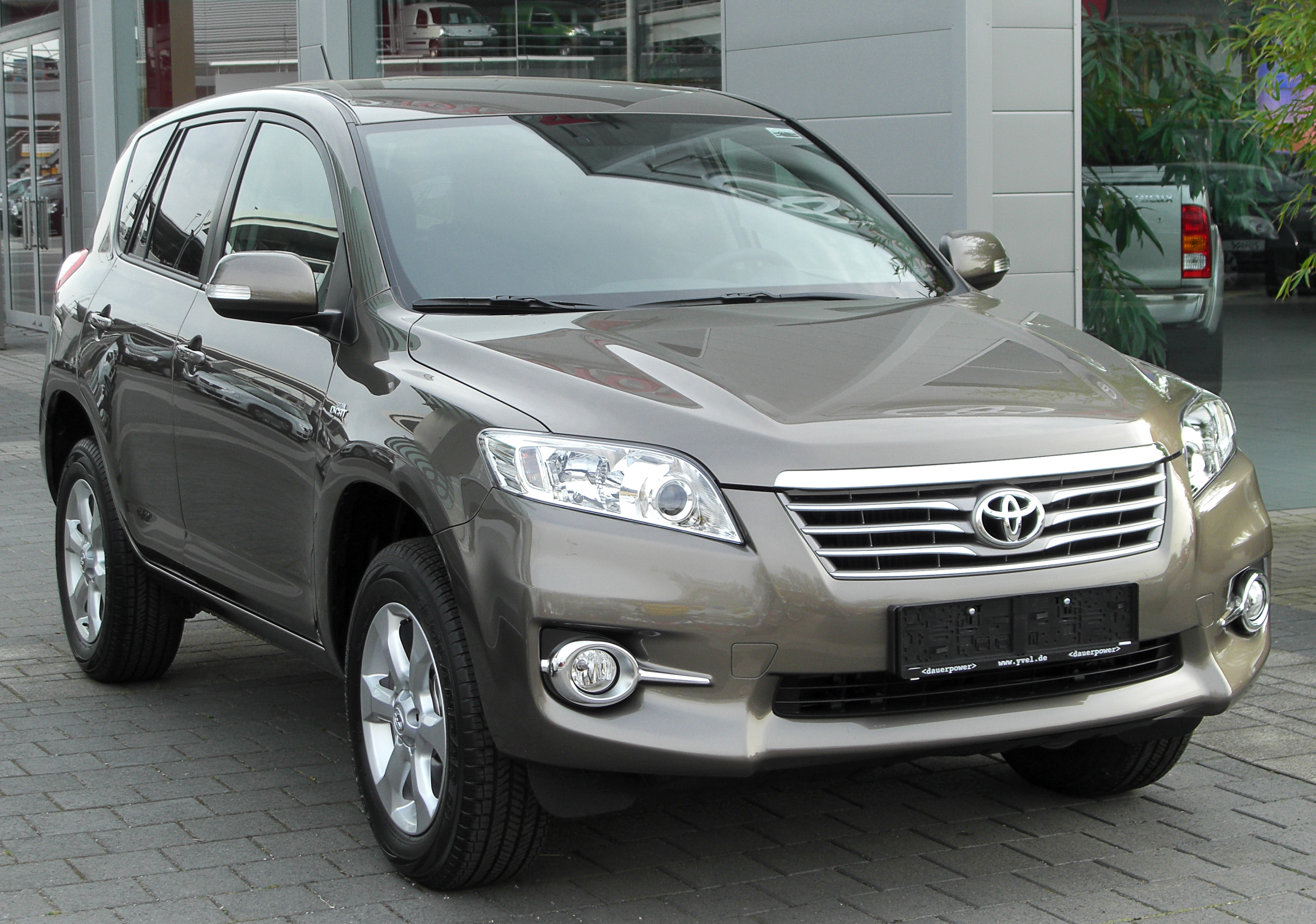
2010-2016 для Європи та Японії

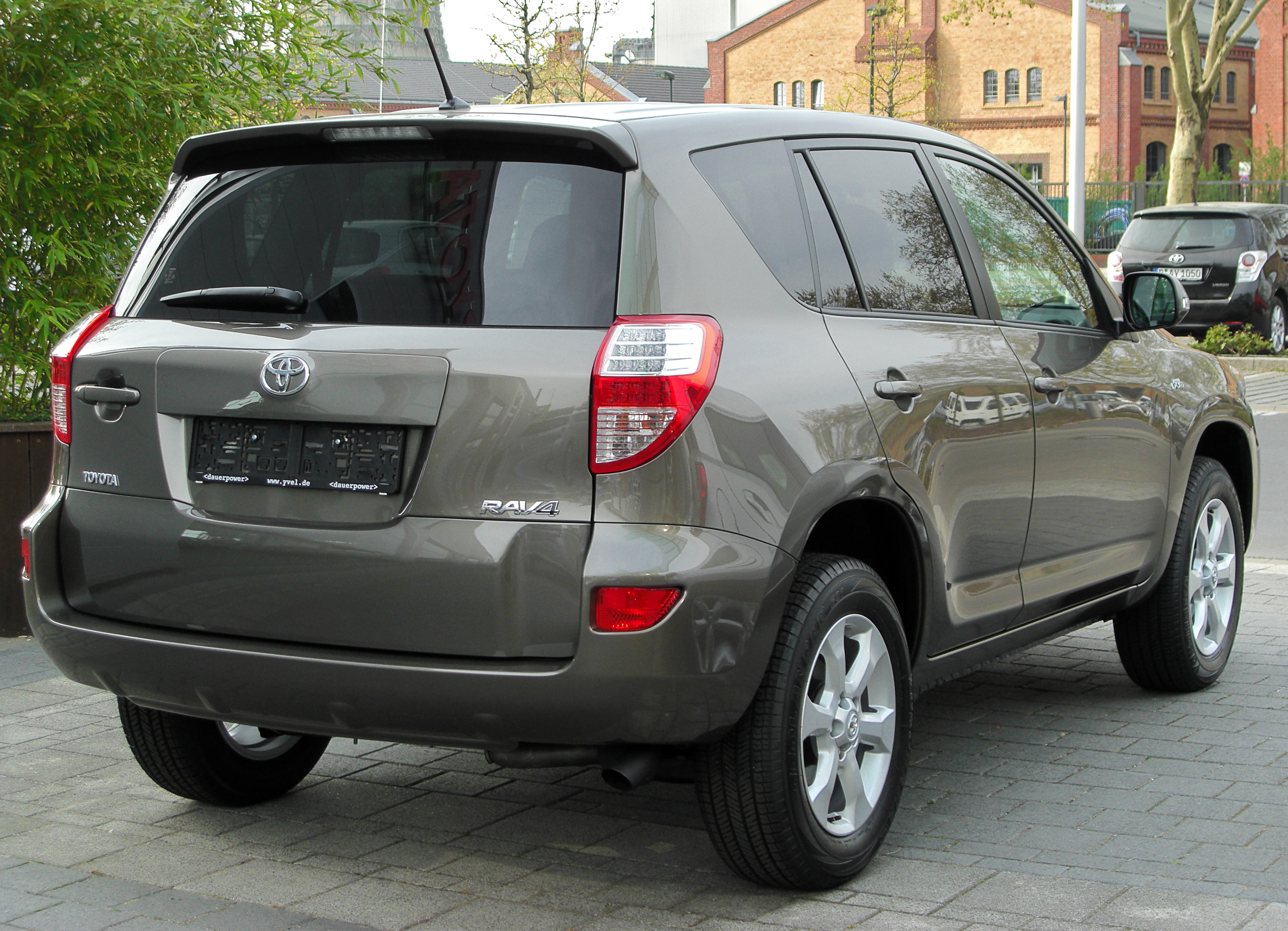
2010-2016 для Європи та Японії

У 2010 RAV4 увійшов зі зміненою головною та заднєю оптикою, а решітка радіатора стала інтегрованою в передній бампер. На рульовому колесі кросовера з'явилися додаткові клавіші управління, в базову комплектацію увійшов лінійний аудіовхід мультимедійної системи. Гамма силових агрегатів і коробок передач не змінилася.
З 2010 року додалася версія з довгою (2660 мм) колісною базою, Toyota RAV4 III LWB. Довжина автомобіля становить 4625 мм. За рахунок збільшення відстані між осями зріс об'єм багажника, а простір між переднім і заднім рядами сидінь в новій версії RAV4 становить 865 мм (у базовій версії — 800 мм).

## Четверте покоління XA40 (2013—2018)

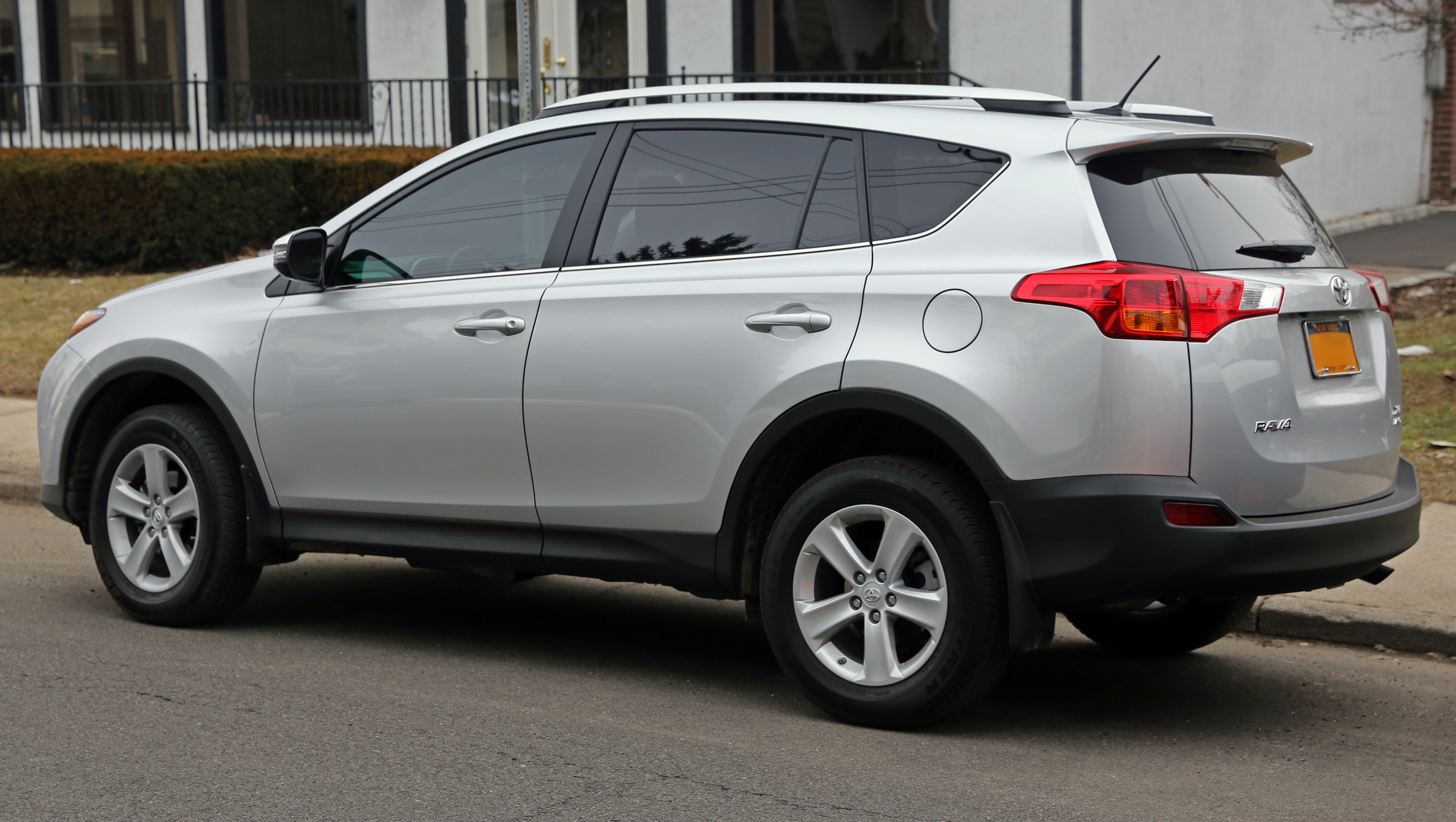
Toyota RAV4 4 (2013—2016)

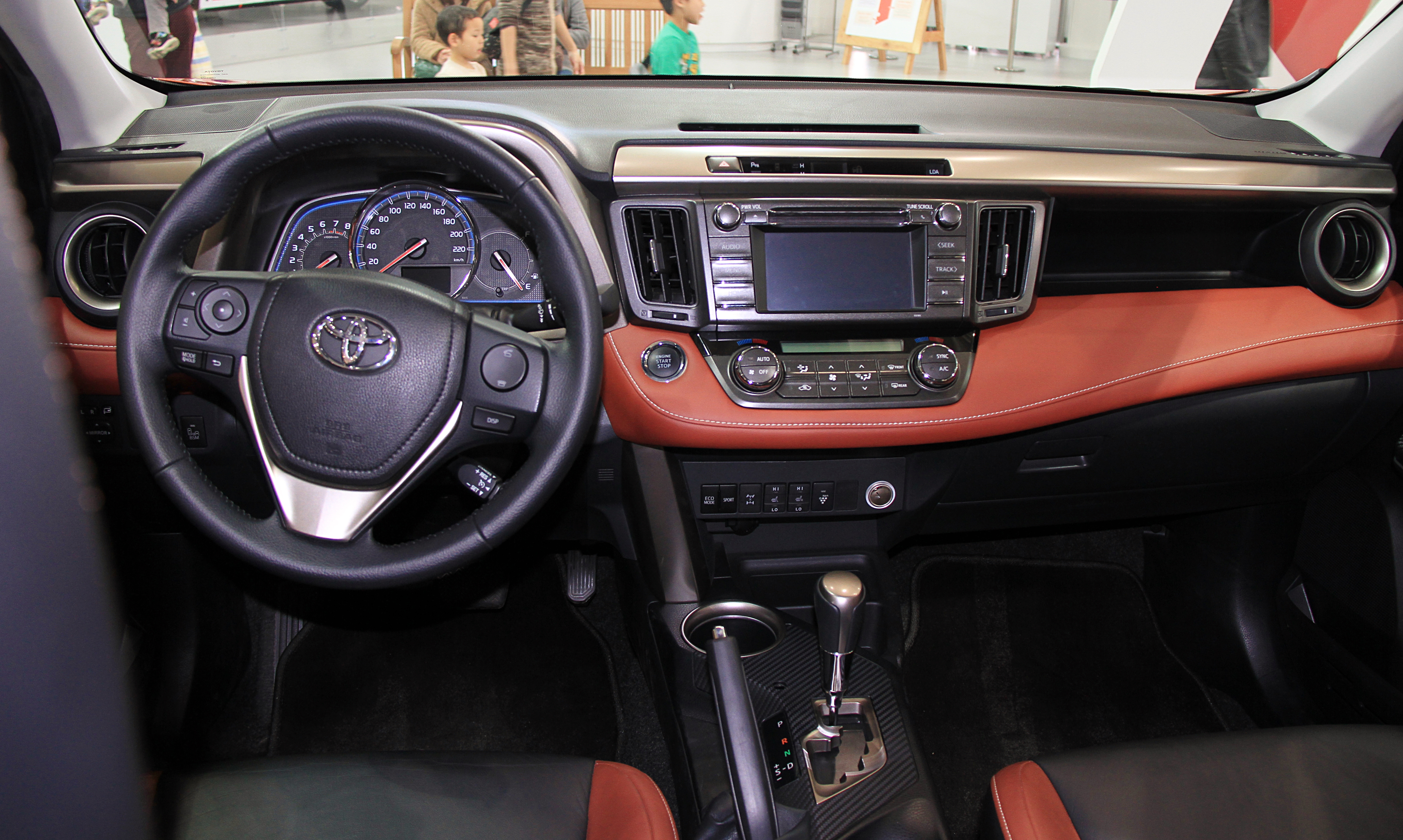
Салон Toyota RAV4 4

Прем'єра RAV4 четвертого покоління відбулася на мотор-шоу в Лос-Анджелесі в кінці листопада 2012 року.
Продажі новинки стартували в січні 2013 року. Базовим двигуном як і раніше залишається 2,0 літровий бензиновий мотор, що видає 150 к.с., який агрегатується з шестиступеневою МКПП або варіатором. А ось замість двигуна 2,4 л (170 к.с.) тепер пропонується силовий агрегат об'ємом 2,5 л, потужністю 180 к.с., який працює в парі тільки з АКПП (такий же встановлюється на седан Camry). Також пропонується два турбодизеля: 2,0 л потужністю 124 к.с. та 2,2 л потужністю 150 к.с.
Запасне колесо з п'ятої дверки перенесли в багажник. При цьому воно перестало бути повнорозмірним.

### Рестайлінг 2016 року

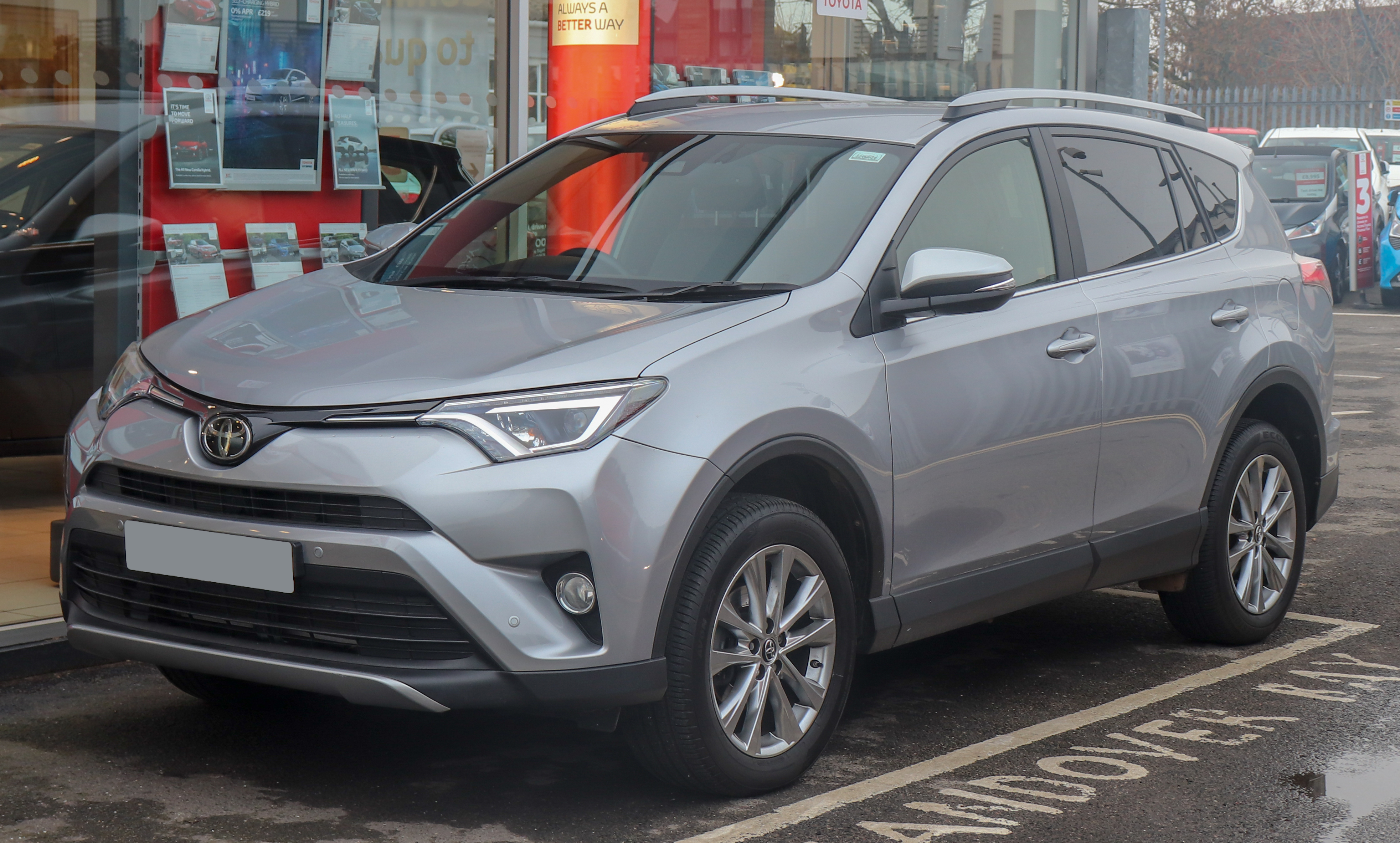
Toyota RAV4 4 (2016—2018)

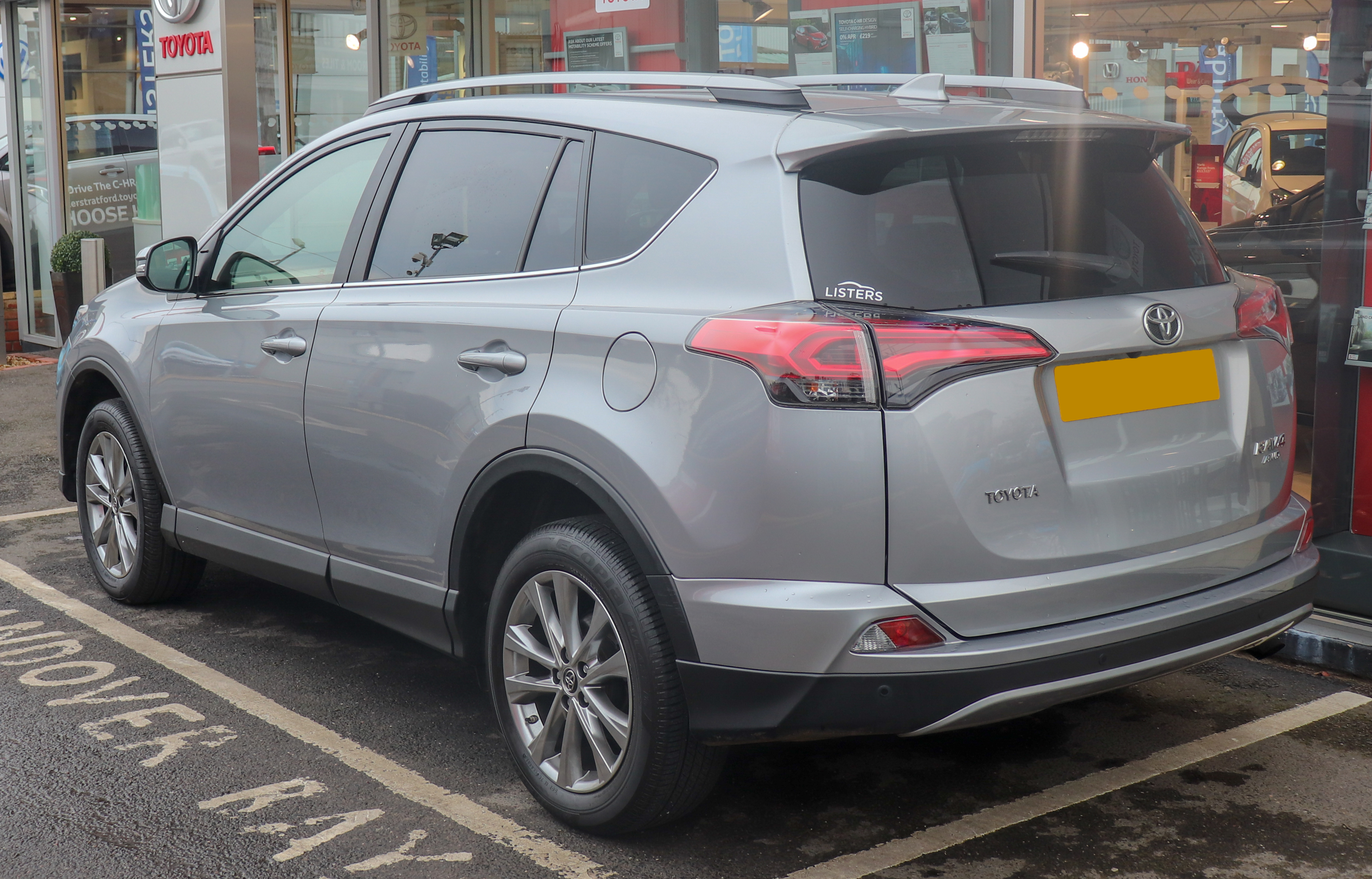
Toyota RAV4 4 (2016—2018)

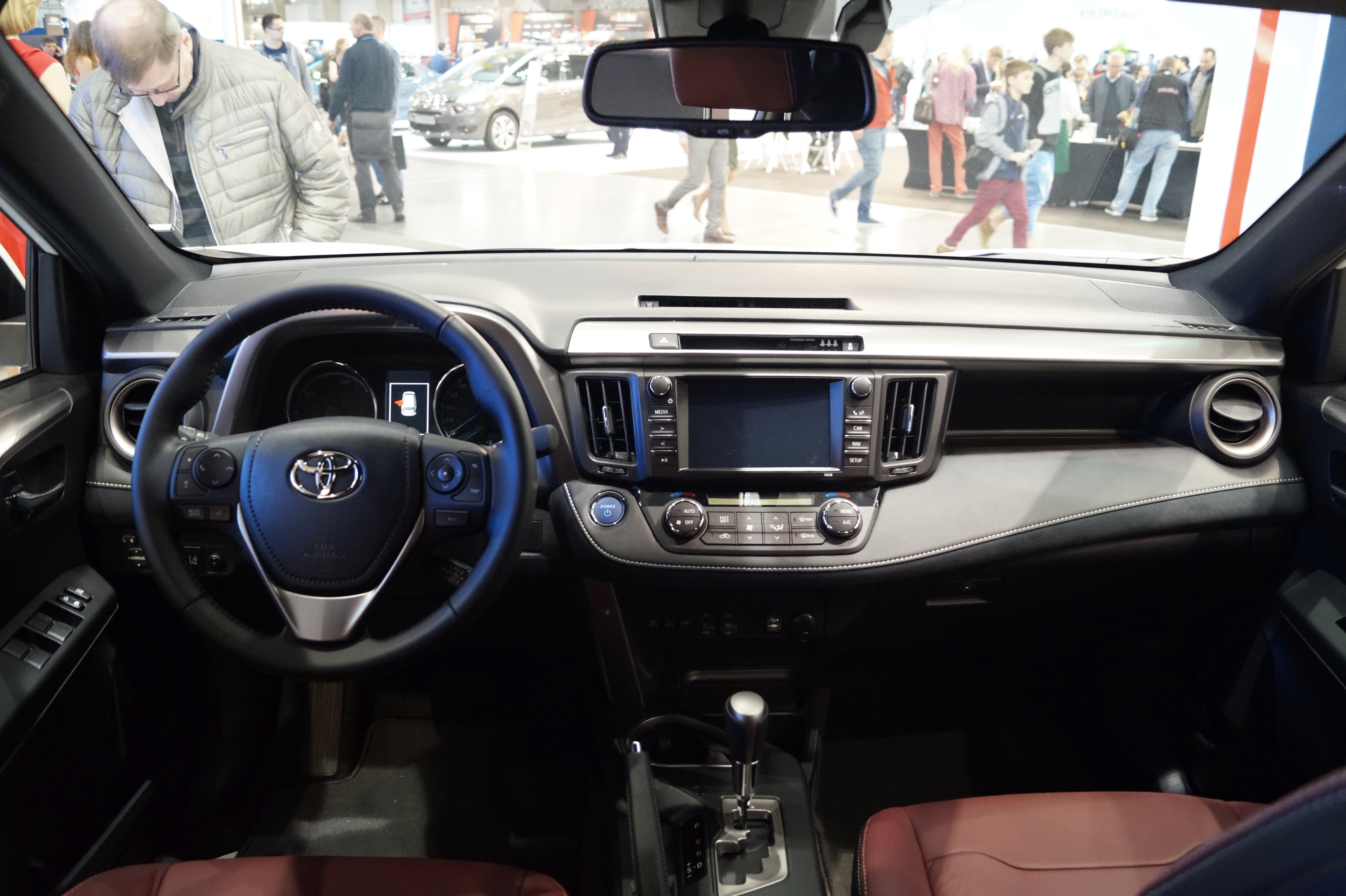
Салон Toyota RAV4 4

У січні 2016 році RAV 4 модернізували, кросовер отримав ряд значних оновлень, нову передню і задню оптику, решітку радіатора, бампера, дизельний двигун 2.0 л виробництва BMW потужністю 143 к.с., нове оснащення тощо. Найсуттєвіше оновлення — випуск гібридної моделі, яка використовує 4-циліндровий двигун, 2.5 л 2AR-FXE Р4, який експлуатується в автомобілі Lexus NX. Ще одна новина 2016 року — RAV4 представляє нову спортивну комплектацію SE, яка відноситься до негібридних моделей. Комплектація SE має спортивну підвіску, 18-дюймові колеса, підрульові перемикачі передач, і унікальне оформлення інтер'єру та зовнішнього вигляду автомобіля. Висококласна комплектація Limited обладнана системою попередження про можливе зіткнення, системою попередження про зміну смуги руху, системою запобігання зіткнення з пішоходом, та радарним круїз-контролем.

### Двигуни
Бензинові
- 2.0 л 3ZR-FAE Р4 150 к.с. 195 Нм
- 2.5 л 2AR-FE Р4 180 к.с. 235 Нм

Гібридний
- 2.5 л 2AR-FXE Р4 + електродвигун 197 к.с. 279 Нм

Дизельні
- 2.0 л 1AD-FTV Р4 124 к.с. 310 Нм
- 2.0 л 2WW Р4 143 к.с. 320 Нм
- 2.2 л 2AD-FTV Р4 150 к.с. 340 Нм
- 2.2 л 2AD-FHV Р4 177 к.с. 400 Нм

## П'яте покоління XA50 (з 2018)

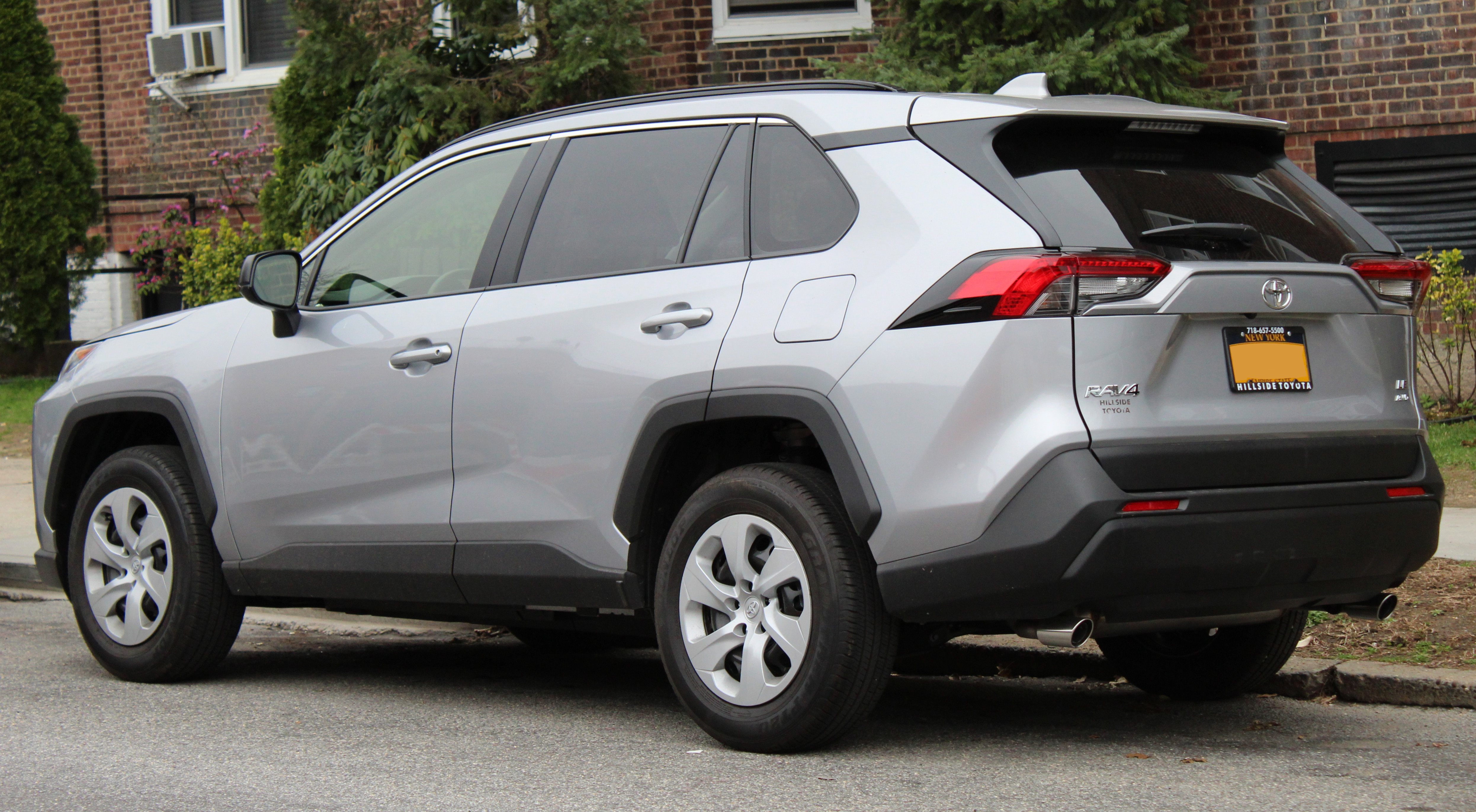
Toyota RAV4 5 Hybrid

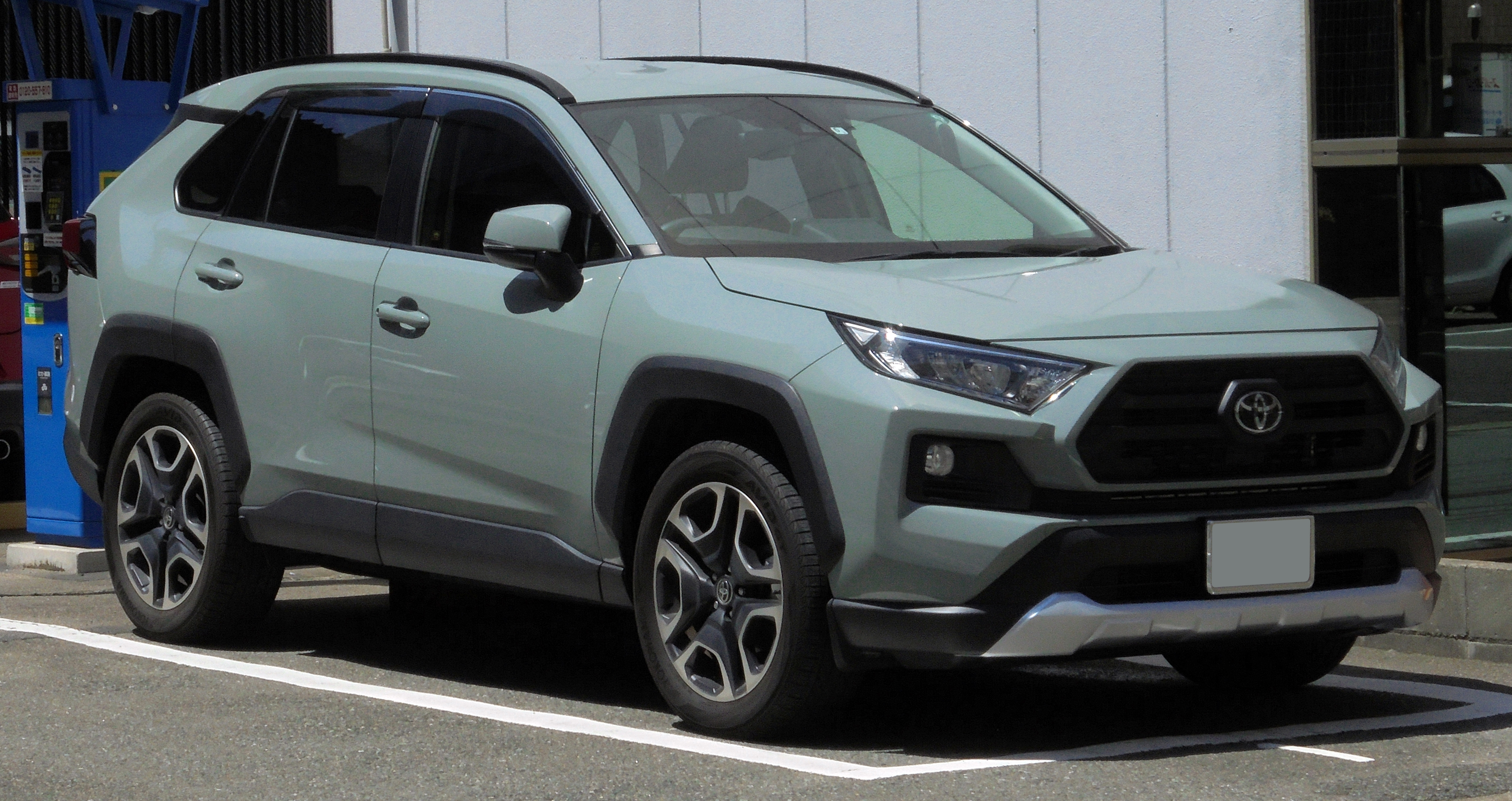
Toyota RAV4 Adventure

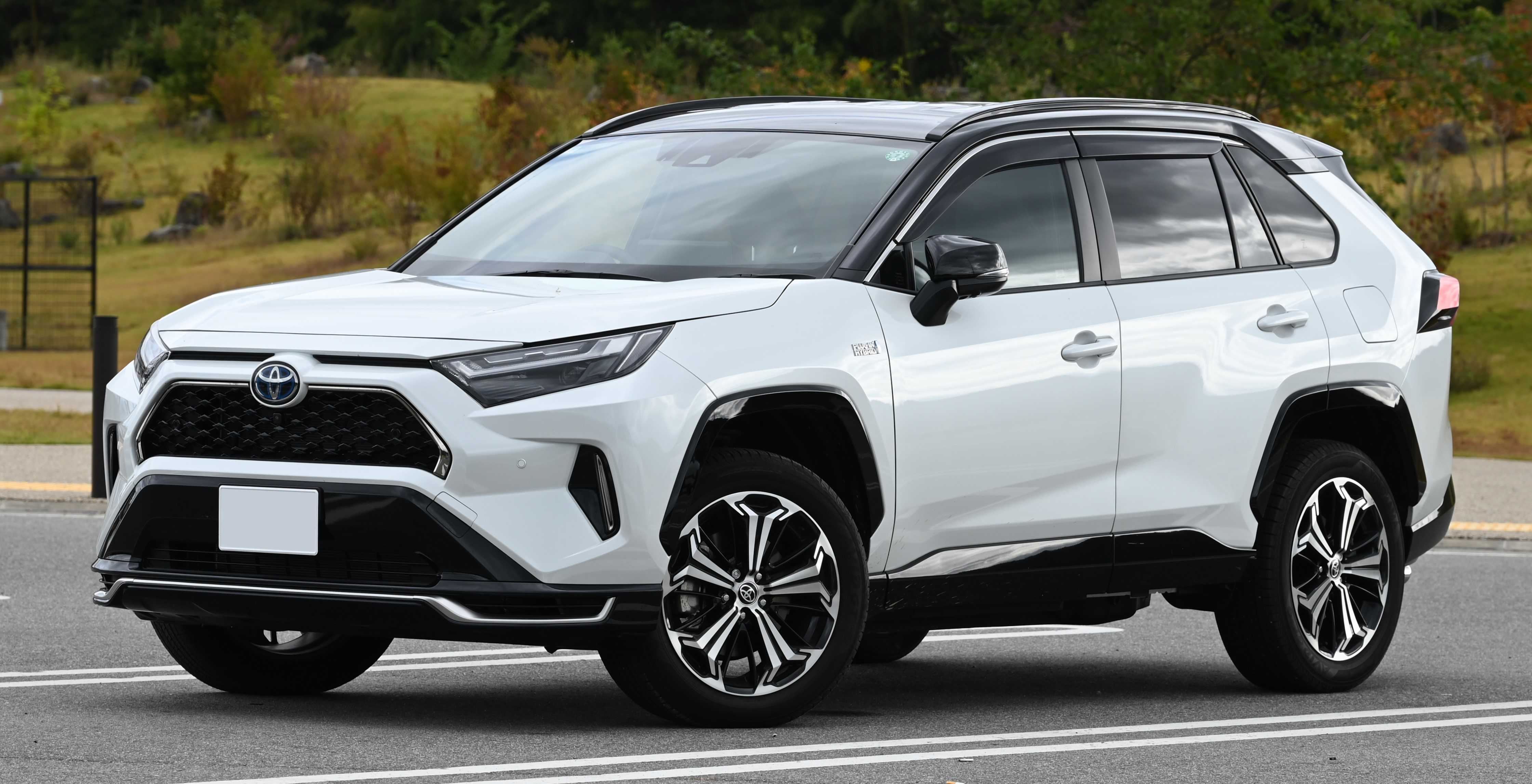
Toyota RAV4 5 (з 2021)

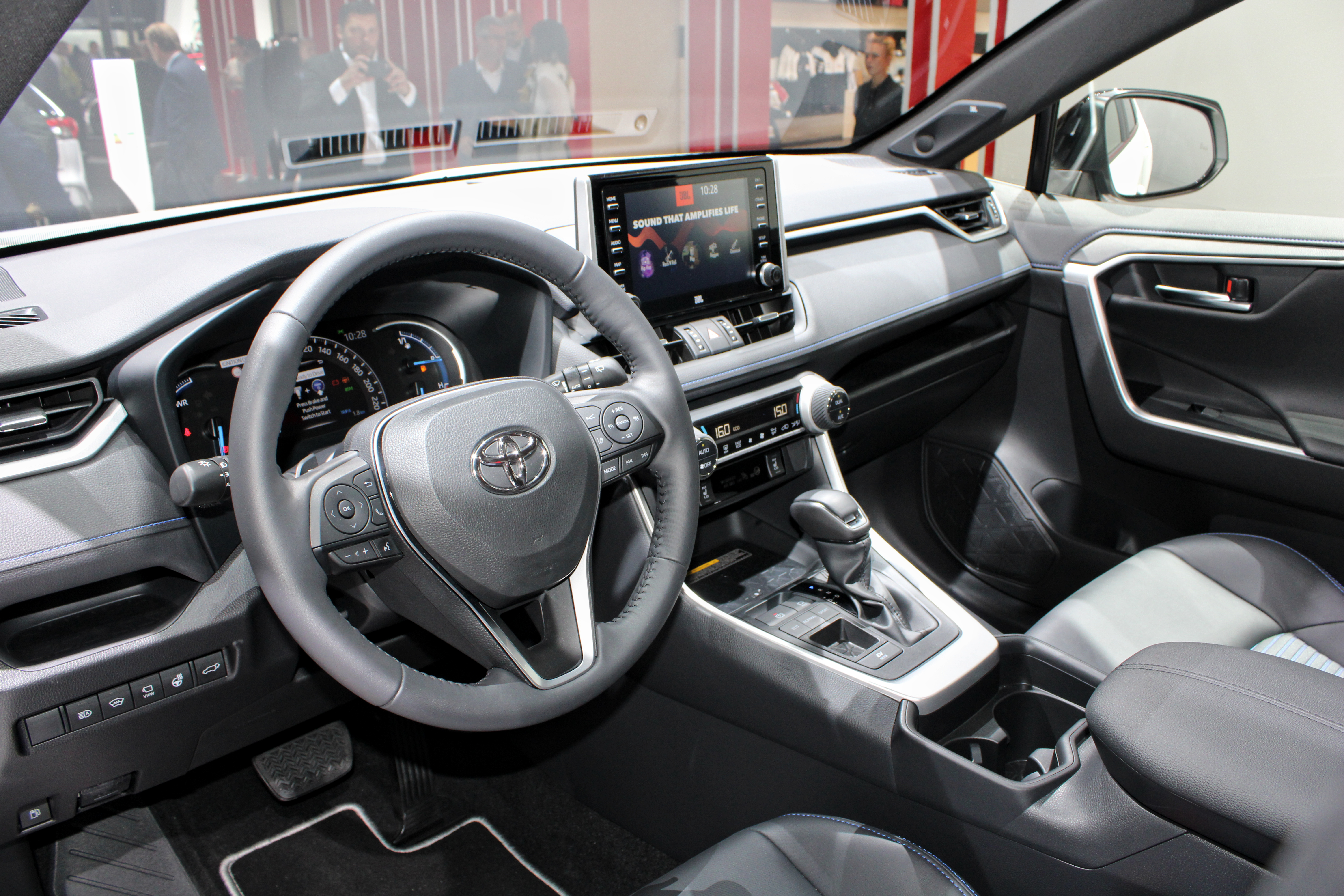
Салон Toyota RAV4 5

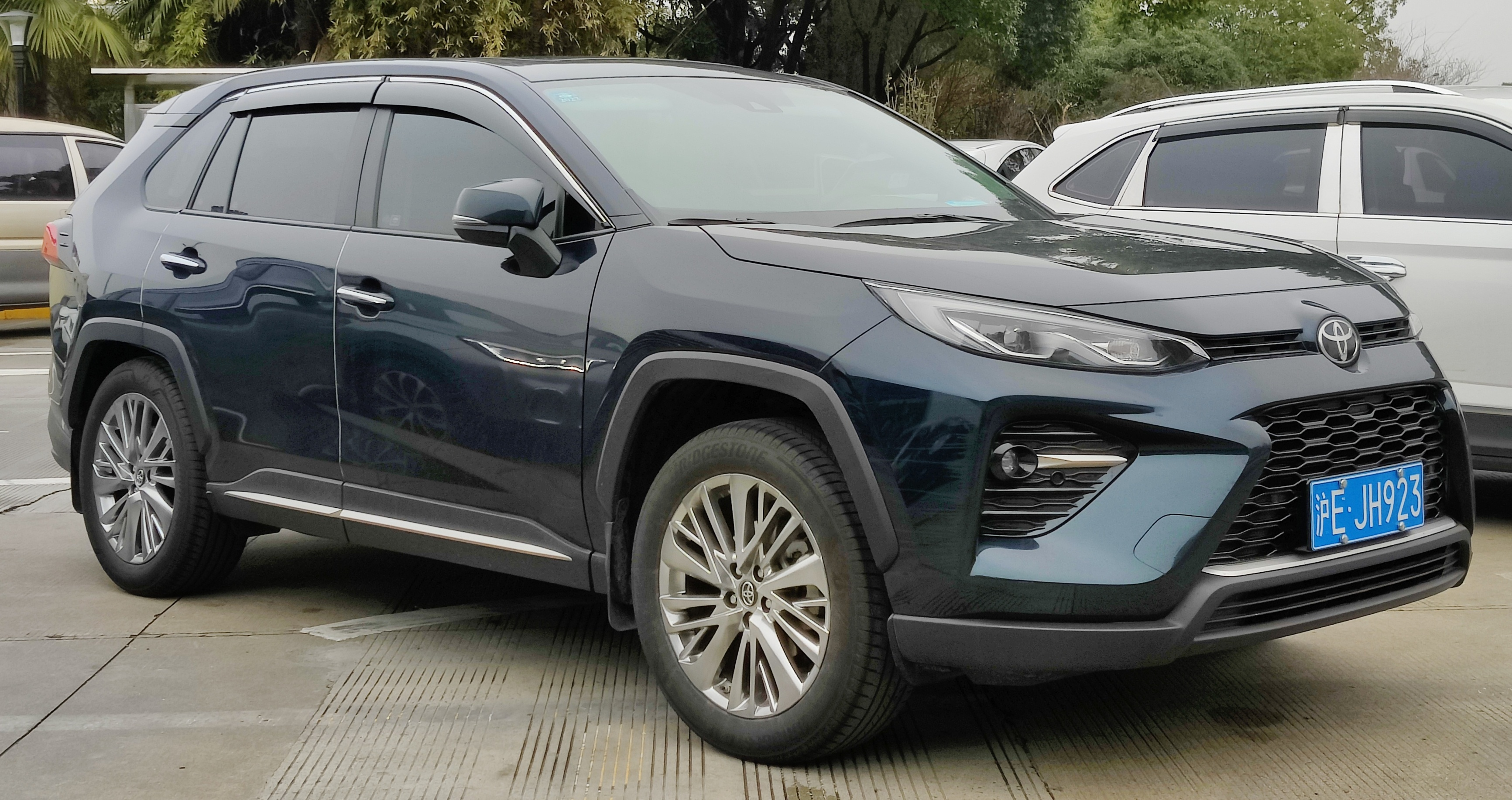
Toyota Wildlander

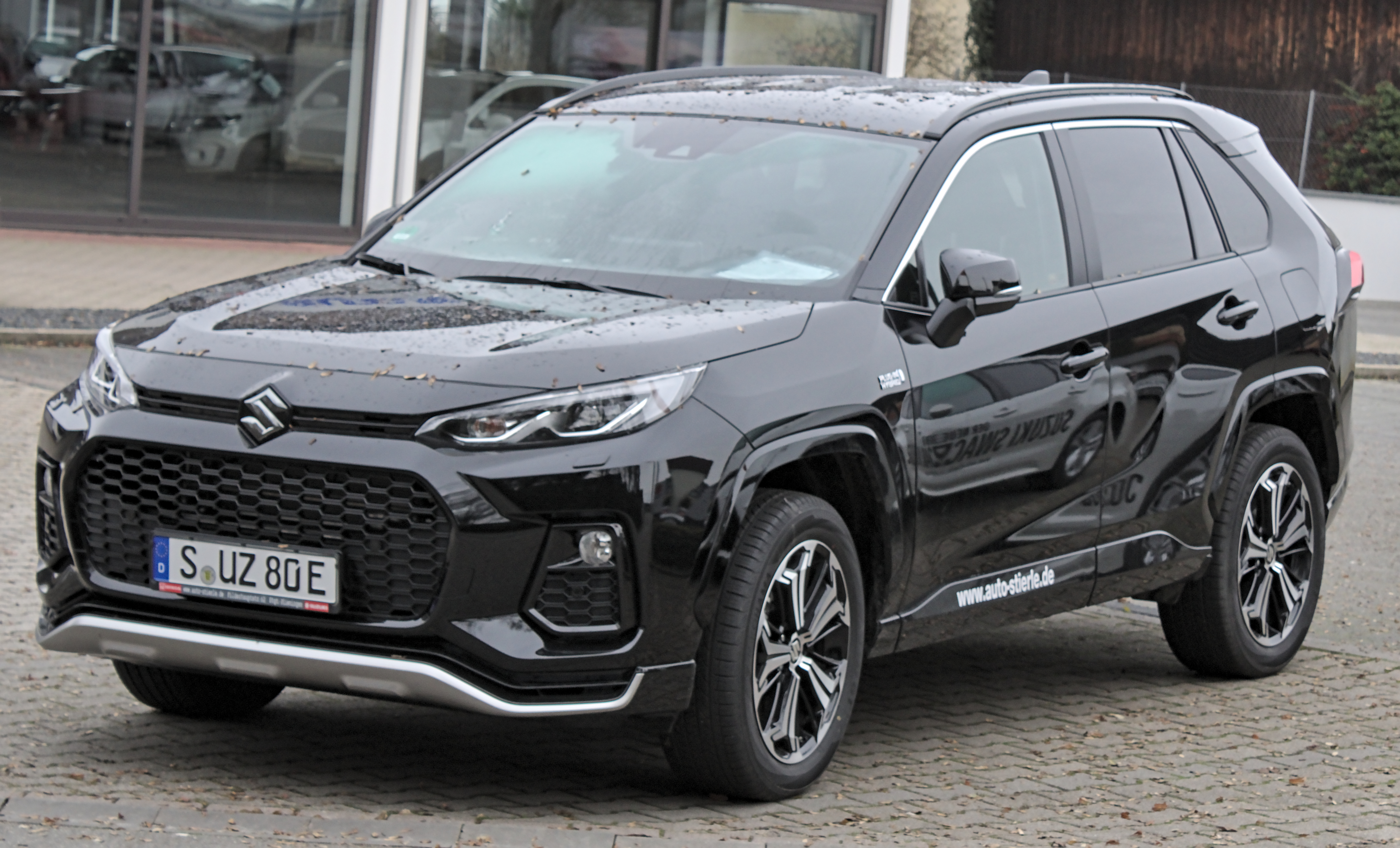
Suzuki Across

В березні 2018 року на автосалоні в Нью-Йорку представлений кросовер Toyota RAV4 п'ятого покоління. На ринок США він вийде в кінці 2018 року, до Європи добереться в першому кварталі 2019 року. Для цього потрібно переналаштувати виробництво та адаптувати модель до наших умов. Як і передбачалося, RAV4 отримав дизайн в стилі концепту Toyota FT-AC, нову платформу TNGA-K і передовий комплекс безпеки Toyota Safety Sense 2.0.
Турбомоторів не з'явилося. У США паркетник буде доступний тільки з бензиновим 2.5 л і у вигляді гібрида, в якому той же двигун спарений з поліпшеним електромотором. Шестиступеневий «автомат» поступився місцем восьмидіапазонному, гібридний RAV4 комплектується варіатором. На інших ринках, включаючи український, кросовер збереже 2.0 л агрегат і механічну коробку.
Повний привід ґрунтовно перероблений. Додана система векторизації тяги Dynamic Torque Vectoring, яка перекидає назад 50 % крутного моменту і розподіляє його між лівим або правим колесами з власними муфтами для кращої керованості. Або ж відключає задню вісь заради економічності. При русі по снігу, бруду, піску або каменях допомагає система Multi-Terrain Select.
На Китайському ринку продається дещо змінена модель Toyota Wildlander, яка в Європі продається як Suzuki Across.
Toyota RAV4 пропонує вантажний відсік об'ємом 1061 л. Складання спинок задніх крісел збільшує простір багажника до 1976 л.

### Рестайлінг 2021 року
У вересні 2021 року Toyota показала оновлений RAV4 з новими світлодіодними фарами проекторного типу, легкосплавними дисками, які можуть бути сріблястими або чорними, портами для зарядки USB-C, а європейський ринок отримує новий варіант Adventure, який пропонується на інших ринках, таких як Японія, США та Австралія. Plug-in hybrid все ще доступні з потужністю до 306 к.с. і мають заявлений запас ходу на електромобілі 75 км (47 миль).
Toyota RAV4 2023 в усіх версіях отримав 7,0-дюймову частково цифрову панель приладів. Кросовер 2024 року стандартно оснащений бездротовими CarPlay і Android Auto та голосовим управлінням “Hey Toyota”.

### Hybrid
Гібридна схема в цілому подібна до колишньої: спереду працює ДВЗ з тяговим електродвигуном, сполученим з безступеневою трансмісією, ззаду — окремий електромотор. Сумарна віддача системи склала 222 к.с. (гібрид минулого покоління був 197-сильним). Розробники особливо підкреслюють зростання тяги на задній осі на 30 % (з 953 до 1300 Нм). Таким чином, система Electric AWD забезпечує перерозподіл тяги між передньою і задньою віссю в діапазоні від 100: 0 до 20:80. Як і раніше, тягова батарея на гібриді — нікель-металогідридна. Але вона компактніша і легша колишньою. Блок силової електроніки теж скинув вагу. Є можливість руху тільки на одній електротязі.
Модифікація Toyota RAV4 Hybrid набирає сотню з нуля за 8,1 с (в минулому поколінні було 8,3 с). Комбінована витрата палива, за попередніми оцінками (може бути уточнений до початку продажів), — 4,5 л/100 км (в минулій генерації 4,9-5,1), а викиди вуглекислого газу — 102 г/км (було 115—118). Це так званий корельований цикл NEDC: реальний вимір проводиться по новому циклу WLTP, а в NEDC перераховується.
Трансмісія також змінилась, це безступеневий планетарний механізм Е-CVT, що використовували і у минулому RAV4 Hybrid, але переробленої конструкції. Конструктори зменшили загальні втрати енергії на 10 %, а втрати на тертя на 25 %. Загалом Е-CVT, як і раніше працює дуже плавно та комфортно.

### Безпека
Toyota RAV4 2020 року поставляється в стандартній комплектації з камерою заднього виду і пакетом систем активної безпеки Toyota Safety Sense 2.0. Він включає в себе попередження при лобовому зіткненні, автоматичне екстрене гальмування, виявлення пішоходів, попередження про вихід зі смуги руху, допомогу в утриманні смуги руху, розпізнавання дорожніх знаків і автоматичне включення фар.
У набір додаткових функцій безпеки входить моніторинг сліпих зон, попередження про рух ззаду, автоматичне екстрене гальмування заднім ходом, система парктроніків з об'ємним оглядом і датчики дощу. Також автомобіль можна обладнати камерою заднього виду з об'ємним оглядом, яка замінює стандартне дзеркало заднього виду.
Toyota RAV4 2021 року отримала 5/5 зірок у всіх краш-тестах Національної адміністрації безпеки дорожнього руху в США.

### Комплектації
Toyota RAV4 2020 року випускається в шести комплектаціях: LE, XLE, XLE Premium, Adventure, Limited і TRD Off-Road.
Всі моделі RAV4 обладнані чотирициліндровим двигуном і восьмиступеневою автоматичною коробкою передач. Передній привод стандартний, опціонально для модифікації RAV4 Adventure і TRD Off-Road доступна система повного приводу. Toyota пропонує RAV4 з гібридною силовою установкою.
В Україні доступний 2-літровий бензиновий двигун з механічною коробкою передач, цей же двигун з варіатором та 2,5-літровий ДВЗ з гібридом. Також пропонуються шість рівнів комплектацій.
Модельний ряд 2024 року включає комплектації:
- GR-Sport;
- Active;
- Active+;
- Lounge;
- Style;
- Premium.

Авто цього покоління можуть бути на повному приводі (AWD-i) або на передньому. 

### Двигуни
Бензинові:
- 2.0 L M20A-FKS I4149/173 к.с. 207 Нм
- 2.0 L M20C-FKS I4 (Wildlander, Китай)
- 2.0 L M20D-FKS I4 (Китай)
- 2.5 L A25A-FKS I4 199/205 к.с. 249 Нм
- 2.5 L A25C-FKS I4 (Wildlander, Китай)
- 2.5 L A25G-FKS I4 (Китай)

Бензинові hybrid:
- 2.5 L A25A-FXS I4 218/222 к.с.
- 2.5 L A25D-FXS I4 (Wildlander, Китай)
- 2.5 L A25F-FXS I4 (Китай)

Бензинові plug-in hybrid (PHEV):
- 2.5 L A25A-FXS I4 + 2 електродвигуни 306 к.с.
- 2.5 L A25D-FXS I4 (Wildlander, Китай)

## Шосте покоління XA60 (з 2025)

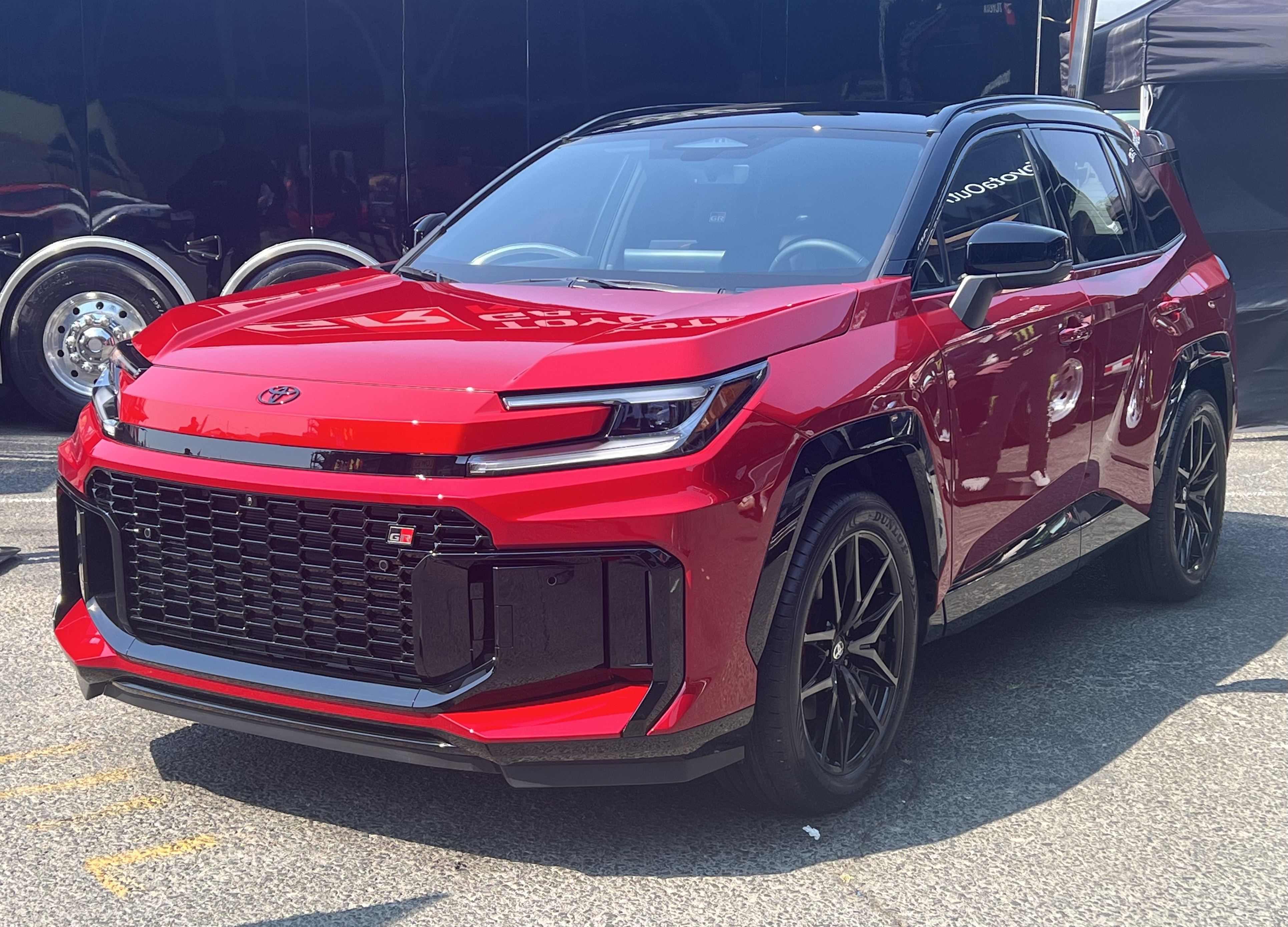
Toyota RAV4 GR Sport (XA60)

RAV4 шостого покоління представлено 21 травня 2025 року.

### Північна Америка
Шосте покоління RAV4 у Північній Америці було представлено 20 травня 2025 року. Він буде доступний у семи комплектаціях, шість з яких перенесені з попереднього покоління: LE, XLE, SE, XSE, Limited та Woodland, а також нова GR Sport. На ринку вперше всі комплектації RAV4 стандартно постачаються з гібридним силовим агрегатом, опціональним переднім приводом та двома гібридними приводами: гібридним та гібридним з підзарядкою від мережі. Розмір сенсорного екрана аудіо-мультимедійної системи було збільшено, доступний у розмірах 10,5 або 12,9 дюйма. Автомобіль оснащений новою оновленою аудіо-мультимедійною системою Toyota та є першим автомобілем Toyota, який отримав новий пакет передових систем допомоги водієві Toyota Safety Sense (TSS) 4.0.

### Двигуни
Бензинові hybrid:
- 2.5 L A25A-FXS I4 183/191 к.с. (Європа, Японія)
- 2.5 L A25A-FXS I4 229/239 к.с. (Пн. Америка)

Бензиновий plug-in hybrid (PHEV):
- 2.5 L A25A-FXS I4 268/300-325 к.с.

## Продажі
| Рік  | Продажі в США | Продажі в Канаді |
| ---- | ------------- | ---------------- |
| 2000 | 53,777        | ?                |
| 2001 | 86,368        | ?                |
| 2002 | 86,601        | ?                |
| 2003 | 73,204        | ?                |
| 2004 | 70,314        | ?                |
| 2005 | 70,518        | ?                |
| 2006 | 152,047       | ?                |
| 2007 | 172,752       | ?                |
| 2008 | 137,020       | ?                |
| 2009 | 149,088       | 25,784           |
| 2010 | 170,877       | 22,810           |
| 2011 | 132,237       | 21,550           |
| 2012 | 171,877       | 25,942           |
| 2013 | 218,249       | 33,156           |

## Виноски
1. ↑  Огляд Toyota RAV4 III LWB. Архів оригіналу за 15 червня 2010. Процитовано 24 червня 2010. [Архівовано 2010-06-15 у Wayback Machine.]
2. ↑  Появился видеотизер нового поколения кроссовера Toyota RAV4 [Архівовано 19 листопада 2012 у Wayback Machine.] 17.11.2012 (рос.)
3. ↑  Toyota RAV4 in LA: Sitzprobe — 03.12.2012 [Архівовано 6 грудня 2012 у Wayback Machine.] 04.12.2012 (нім.)
4. ↑  Мы поговорили с создателем нового кроссовера Toyota RAV4 [Архівовано 1 грудня 2012 у Wayback Machine.] 04.12.2012 (рос.)
5. ↑  Lee, Jonathan (15 вересня 2021). 2022 Toyota RAV4 revealed – new headlights, wheels and USB-C ports; Adventure now offered in Europe. paultan.org. Malaysia. Архів оригіналу за 15 вересня 2021. Процитовано 27 вересня 2021.
6. ↑  Lye, Gerard (31 грудня 2019). Toyota RAV4 Adventure Gear concept to debut at TAS. paultan.org. Malaysia. Архів оригіналу за 15 вересня 2021. Процитовано 27 вересня 2021.
7. ↑  Lee, Jonathan (21 листопада 2019). Toyota RAV4 Prime – plug-in hybrid SUV with 302 hp. paultan.org. Malaysia. Архів оригіналу за 16 серпня 2021. Процитовано 27 вересня 2021.
8. ↑  Як ми тестували Toyota RAV4 2024 року. AUTOMOTO.UA. AUTOMOTO.UA (укр.). Процитовано 17 липня 2024.
9. ↑  Тест-драйв кросовера Toyota RAV4. Який кросовер обрати?. Motorcar (укр.). 19 травня 2021. Архів оригіналу за 19 травня 2021. Процитовано 19 травня 2021.
10. ↑  Купити Toyota RAV4 Hybrid 【Тойота Рав 4 Гібрид】 в Одесі Тойота Центр Одеса ВІДІ Пальміра. toyota-odessa.com.ua (укр.). Процитовано 2 травня 2025.
11. ↑  New RAV4 Makes World Premiere in Japan (Пресреліз). Japan: Toyota Motor Corporation. 21 травня 2025. Процитовано 21 травня 2025.
12. ↑  Faulner, Melissa (21 травня 2025). Three...Two...One: Toyota Debuts Amazing All-New RAV4. Toyota USA Newsroom (амер.). Процитовано 21 травня 2025.
13. ↑  Архівована копія. Архів оригіналу за 27 червня 2013. Процитовано 14 жовтня 2010.{{cite web}}:  Обслуговування CS1: Сторінки з текстом «archived copy» як значення параметру title (посилання)
14. ↑  Архівована копія. Архів оригіналу за 27 червня 2013. Процитовано 14 жовтня 2010.{{cite web}}:  Обслуговування CS1: Сторінки з текстом «archived copy» як значення параметру title (посилання)
15. ↑  Архівована копія. Архів оригіналу за 27 червня 2013. Процитовано 14 жовтня 2010.{{cite web}}:  Обслуговування CS1: Сторінки з текстом «archived copy» як значення параметру title (посилання)
16. ↑  Архівована копія. Архів оригіналу за 27 червня 2013. Процитовано 14 жовтня 2010.{{cite web}}:  Обслуговування CS1: Сторінки з текстом «archived copy» як значення параметру title (посилання)
17. ↑  Toyota Reports December And 2009 Sales (Пресреліз). USA: Toyota. Архів оригіналу за 22 лютого 2012. Процитовано 5 січня 2010.
18. ↑  Canadian sales and manufacturing set new benchmarks in 2009 (Пресреліз). Canada: Toyota. Архів оригіналу за 29 березня 2016. Процитовано 5 січня 2010.
19. ↑  9 cute SUVs from the last decade: Toyota RAV4 - 1996. CNN Money. Cable News Network. 20 червня 2011. Архів оригіналу за 29 жовтня 2013. Процитовано 24 березня 2014.
20. ↑  Toyota Canada Inc. reports December and full year 2010 sales (Пресреліз). Canada: Toyota. 4 січня 2011. Архів оригіналу за 10 січня 2014. Процитовано 12 листопада 2011.
21. ↑  Toyota | Toyota Reports December 2011 and Year-End Sales (Пресреліз). USA: Toyota. 4 січня 2012. Архів оригіналу за 14 квітня 2012. Процитовано 26 вересня 2012.
22. ↑  Toyota brand finishes 2011 with six straight months of market share growth (Пресреліз). Canada: Toyota. 4 січня 2012. Архів оригіналу за 27 червня 2013. Процитовано 26 вересня 2012.
23. ↑  December 2012 and Year-End Sales Chart (Пресреліз). USA: Toyota. 3 січня 2013. Архів оригіналу за 6 січня 2013. Процитовано 4 січня 2013.
24. ↑  TCI Month End Sales Results for December 2012 (PDF). Canada: Toyota. 3 січня 2013. Архів оригіналу (PDF) за 27 червня 2013. Процитовано 4 січня 2013. [Архівовано 2013-06-27 у Wayback Machine.]
25. ↑  December 2013 and Year-End Sales Chart (Пресреліз). USA: Toyota. 3 січня 2014. Архів оригіналу за 8 січня 2014. Процитовано 9 січня 2014.
26. ↑  Best-ever year for Lexus helps Toyota Canada Inc. increase sales by 1.7% in 2013 (Пресреліз). Canada: Toyota. 3 січня 2014. Архів оригіналу за 9 січня 2014. Процитовано 10 січня 2014.